# 장쑤 위에다 기아
장쑤 위에다 기아(영어: Jiangsu Yueda Kia Motors, 중국어: 江苏悦达起亚汽车有限公司)는 중국 옌청시에 본사를 둔 자동차 생산 회사이며 장쑤 위에다 및 기아의 합작 투자 회사이다.

## 역사
둥펑 위에다 기아는 2002년에 설립되었다. 2003년 8월, 둥펑 위에다 기아는 장쑤성에 연간 40만 대의 차량을 생산할 수 있는 새로운 조립 공장 건설에 약 6억 달러를 투자할 것이라고 발표되었다.
2011년 11월, 둥펑 위에다 기아는 옌청에 세 번째 자동차 제조 공장을 건설할 것이라고 발표했다. 공장 건설은 2012년부터 2014년까지 진행되었다. 이 공장은 연간 30만 대의 자동차 생산 능력을 갖추고 있다.
2021년 12월, 둥펑은 합작 투자에서 25%의 지분을 장쑤 위에다에 2억 9,700만 위안에 매각했다.
2022년 2월, 대한민국의 기아는 옌청시 인민정부 및 장쑤 위에다 그룹과 투자 확대 계약을 체결했으며, 양측은 새로운 합작 투자 회사를 설립할 예정이다. 3월 1일 저녁, 위에다 자동차는 동풍위에다기아자동차가 6억 달러의 자본을 늘릴 계획이라고 발표했다. 위에다 투자는 동풍위에다기아에 대한 투자 증액을 포기하겠다고 발표했다. 이 증자 이전에 동풍위에다기아의 지분 구조는 기아, 위에다 자동차 그룹, 위에다 투자가 각각 50%, 25%, 25%를 보유하고 있었으나, 증자 후 신규 회사의 지분 비율은 기아가 50%, 위에다 자동차 그룹이 45.8%, 위에다 투자가 4.2%이다. 위에다 자동차 그룹과 위에다 투자는 동일 행동 관계자이다.
2022년 3월 22일, 동펑 위에다 기아는 위에다 기아로 사명을 변경했다. 같은 해 5월, 장쑤 위에다 기아로 다시 변경되었다.

## 공장
장쑤성 옌청에 있는 장쑤-위에다-기아 공장은 중국 현지 시장을 위한 기아의 차량을 제조한다. 이 공장은 또한 2021년부터 HiPhi 1 전기 크로스오버의 초기 양산도 수용할 것이다.
| 공장 유형        | 위치                     | 개장 연도 | 폐쇄 연도 | 참고 |
| ---------------- | ------------------------ | --------- | --------- | ---- |
| 옌청 자동차 공장 | 중국 장쑤성(江苏) 옌청시 |           | 가동 중   |      |

## 판매 대수
| 연도   | 총 판매대수 |
| ------ | ----------- |
| 2007년 | 101,000대   |
| 2008년 | 142,000대   |
| 2009년 | 241,000대   |
| 2010년 | 333,000대   |
| 2011년 | 433,000대   |

## 차종

### 현재 생산 차종
- 기아 카니발
- 기아 K3
- 기아 K5
- 기아 스토닉
- 기아 셀토스
- 기아 소넷
- 기아 페가스
- 기아 스포티지 에이스
- 기아 스포티지
- 기아 EV6
- 기아 EV5

### 과거 생산 차종
- 기아 포르테
- 기아 K2
- 기아 K4
- 기아 KX 크로스
- 기아 KX3
- 기아 KX5
- 기아 KX7
- 기아 스포티지 R

### HiPhi
- HiPhi X
- HiPhi Y
- HiPhi Z

## 갤러리

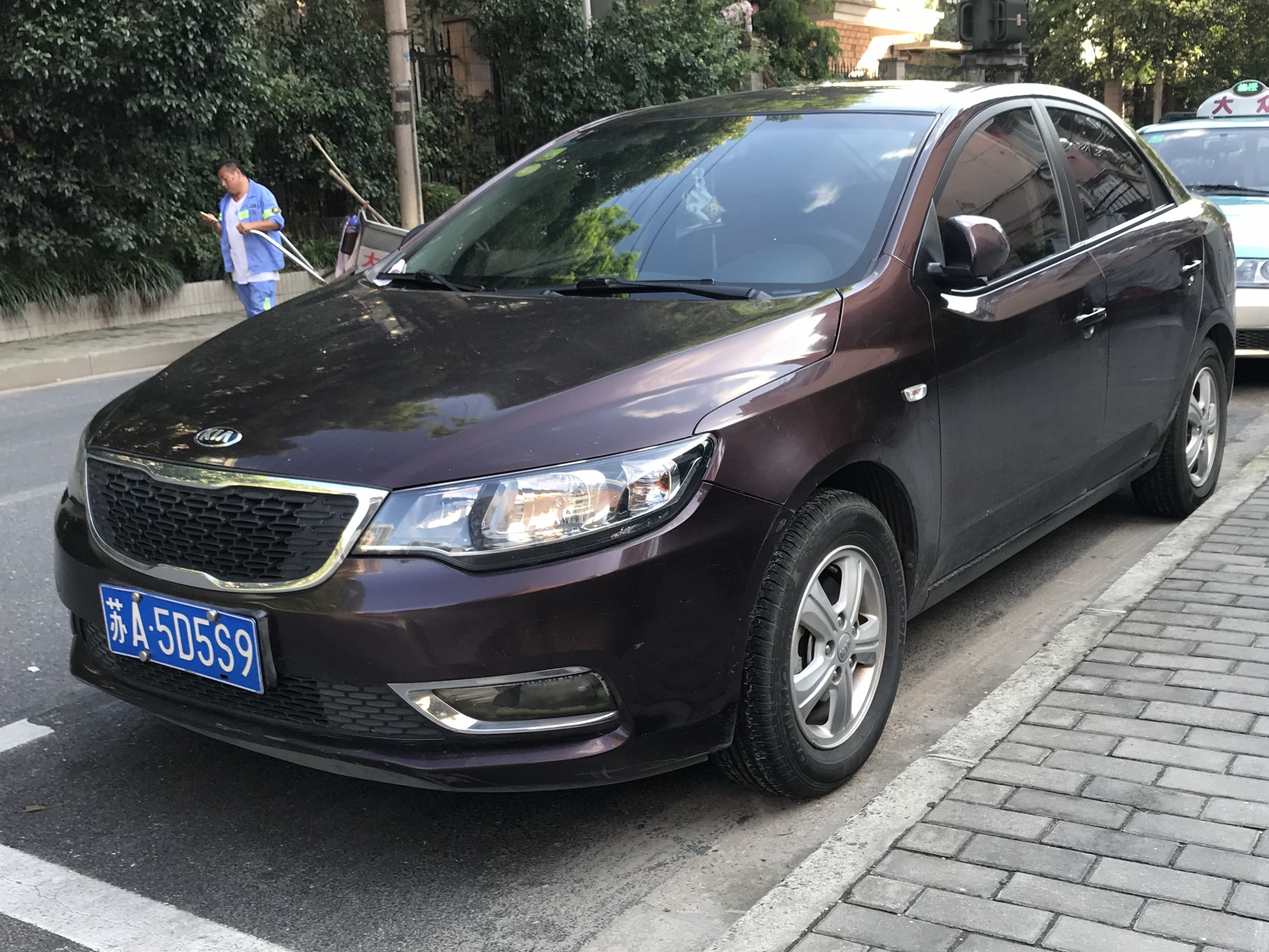
기아 포르테 R (중국 현지 차종) 정측면
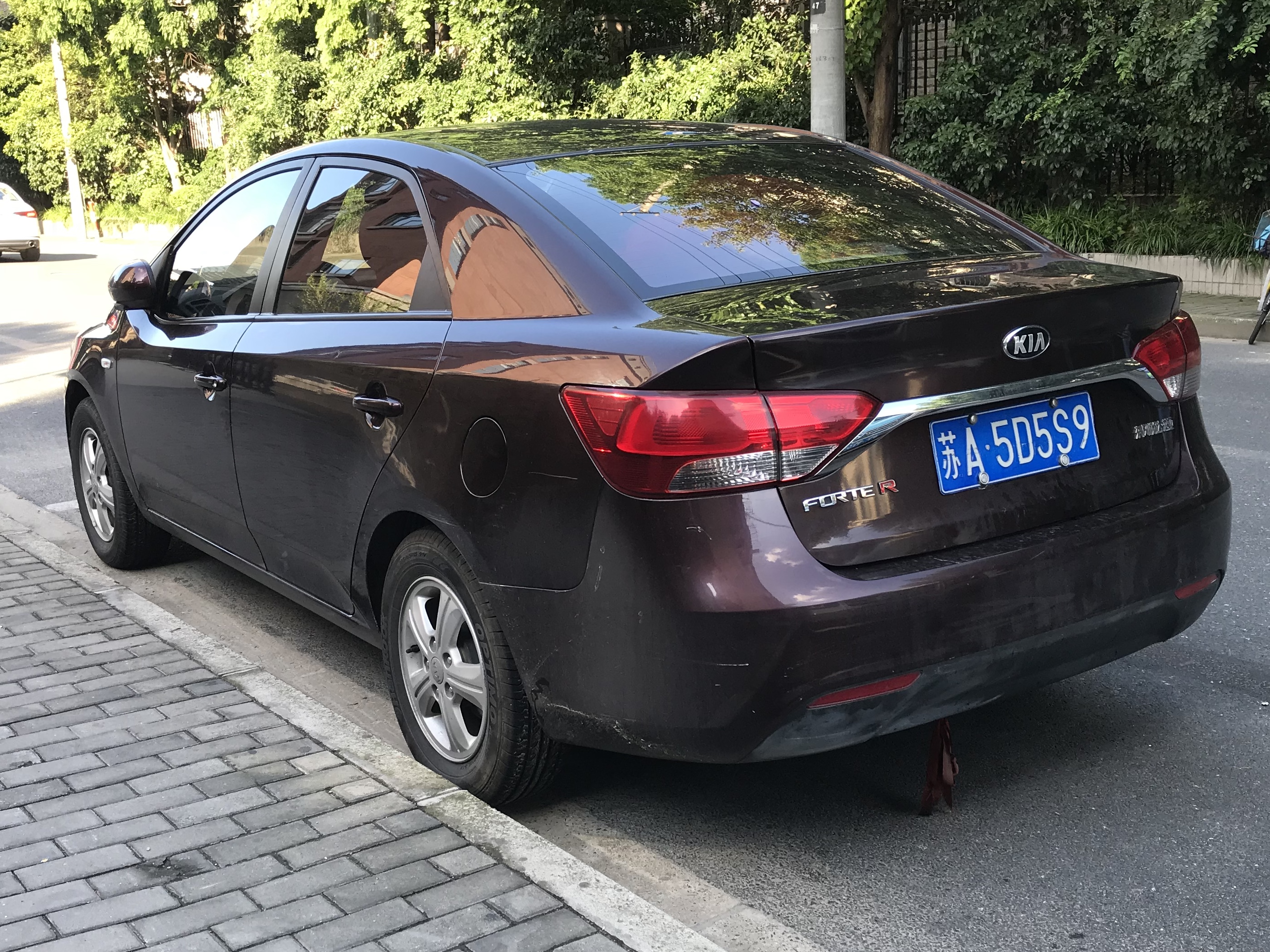
기아 포르테 R (중국 현지 차종) 후측면
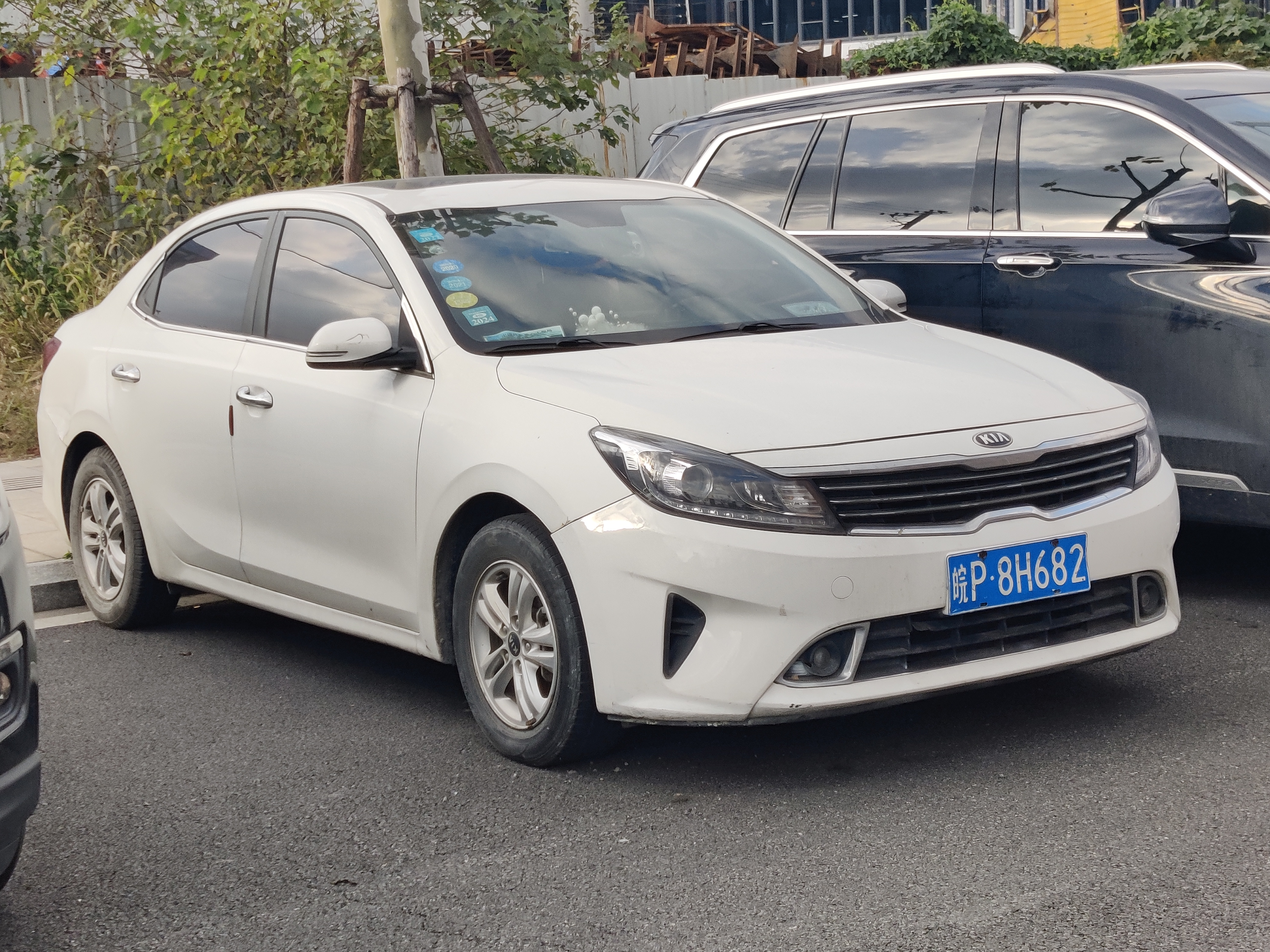
기아 포르테 (중국 현지 차종) 정측면
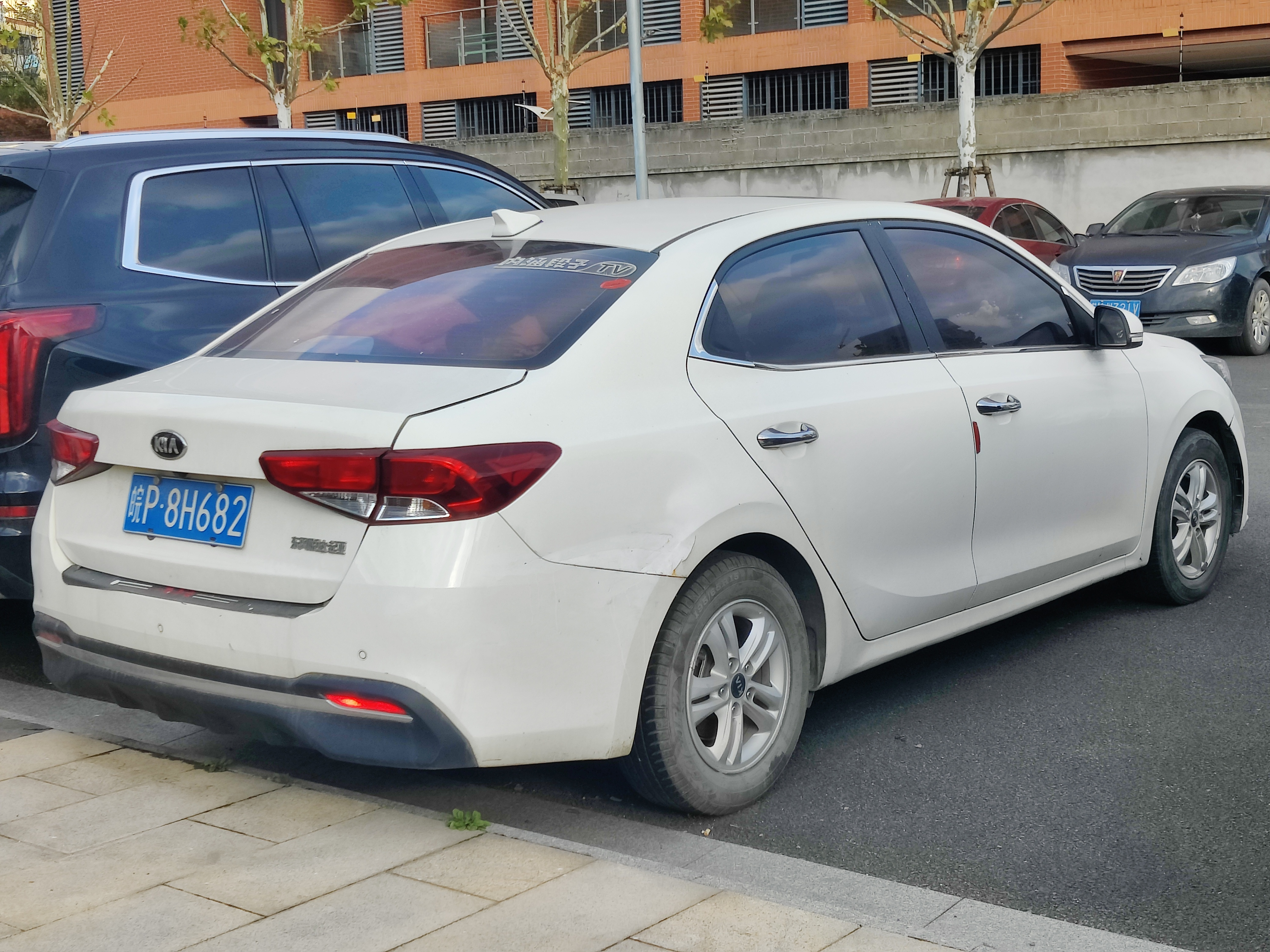
기아 포르테 (중국 현지 차종) 후측면
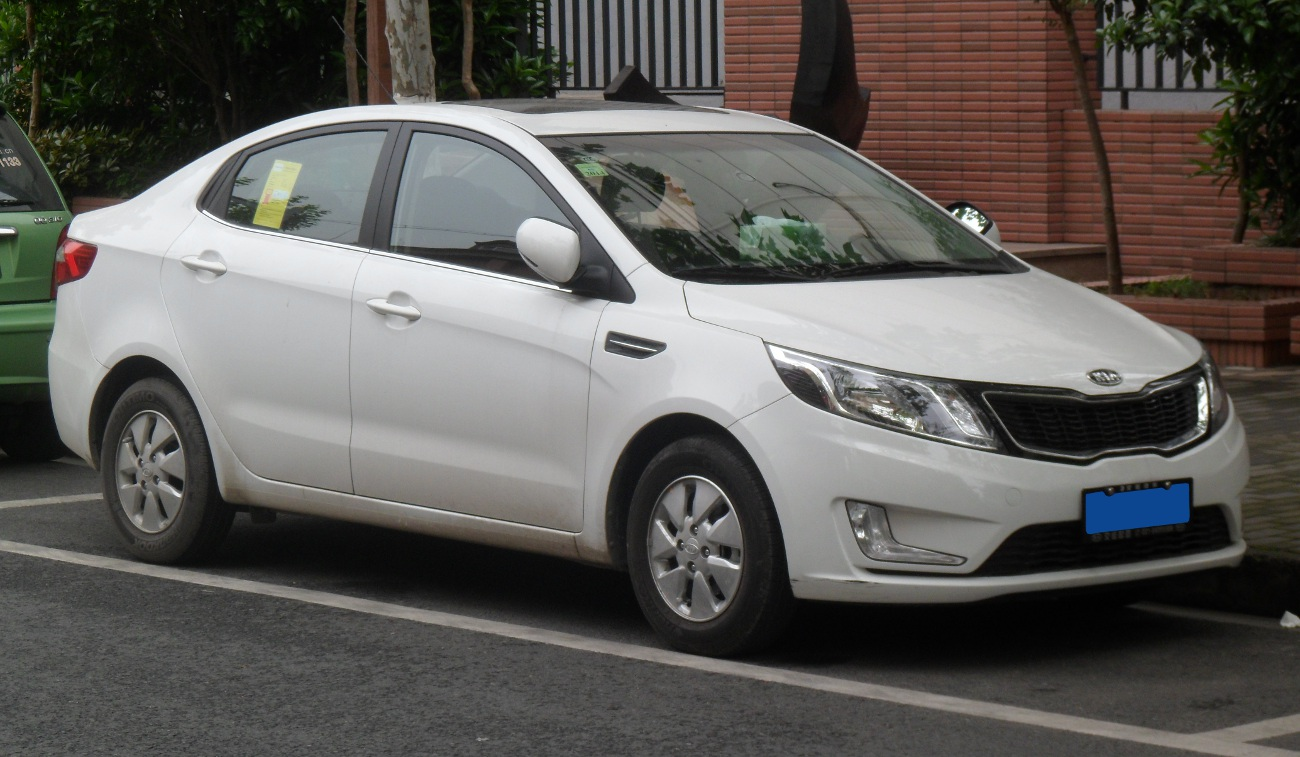
기아 K2 (세단, 전기형) 정측면
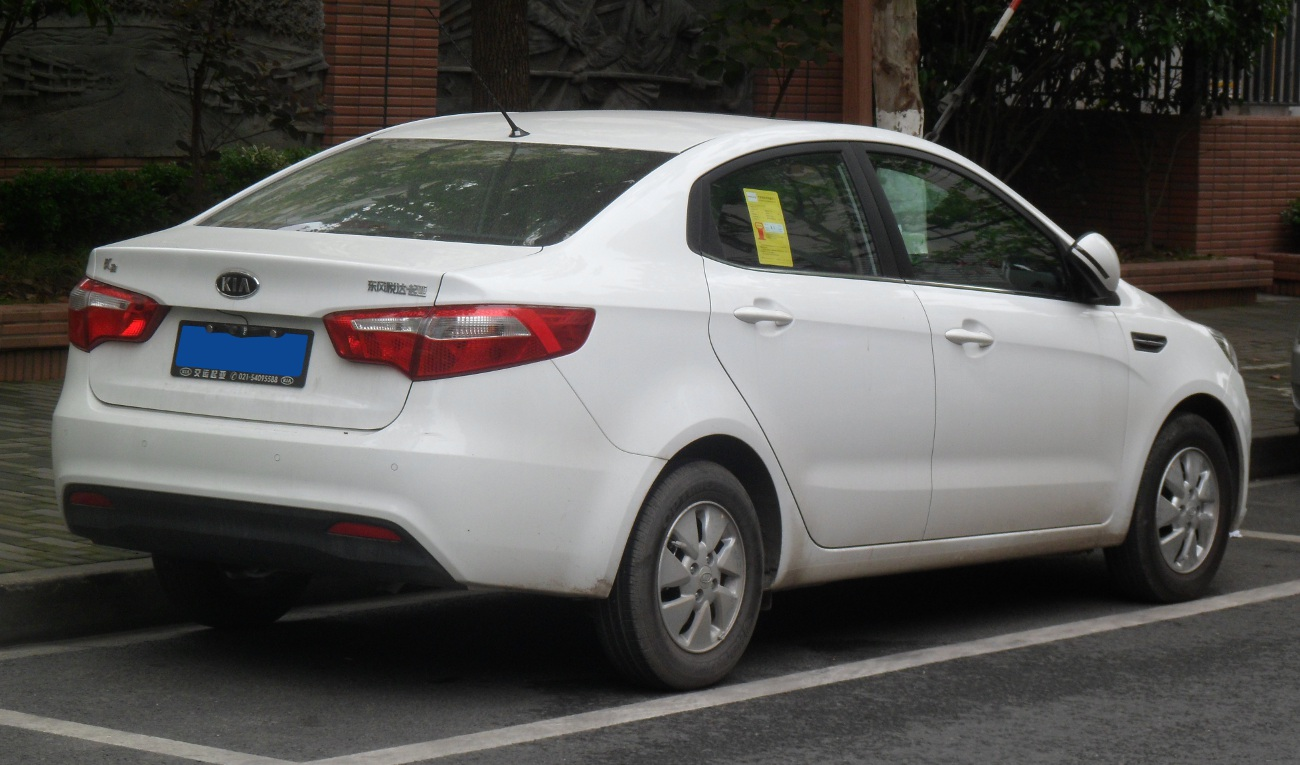
기아 K2 (세단, 전기형) 후측면
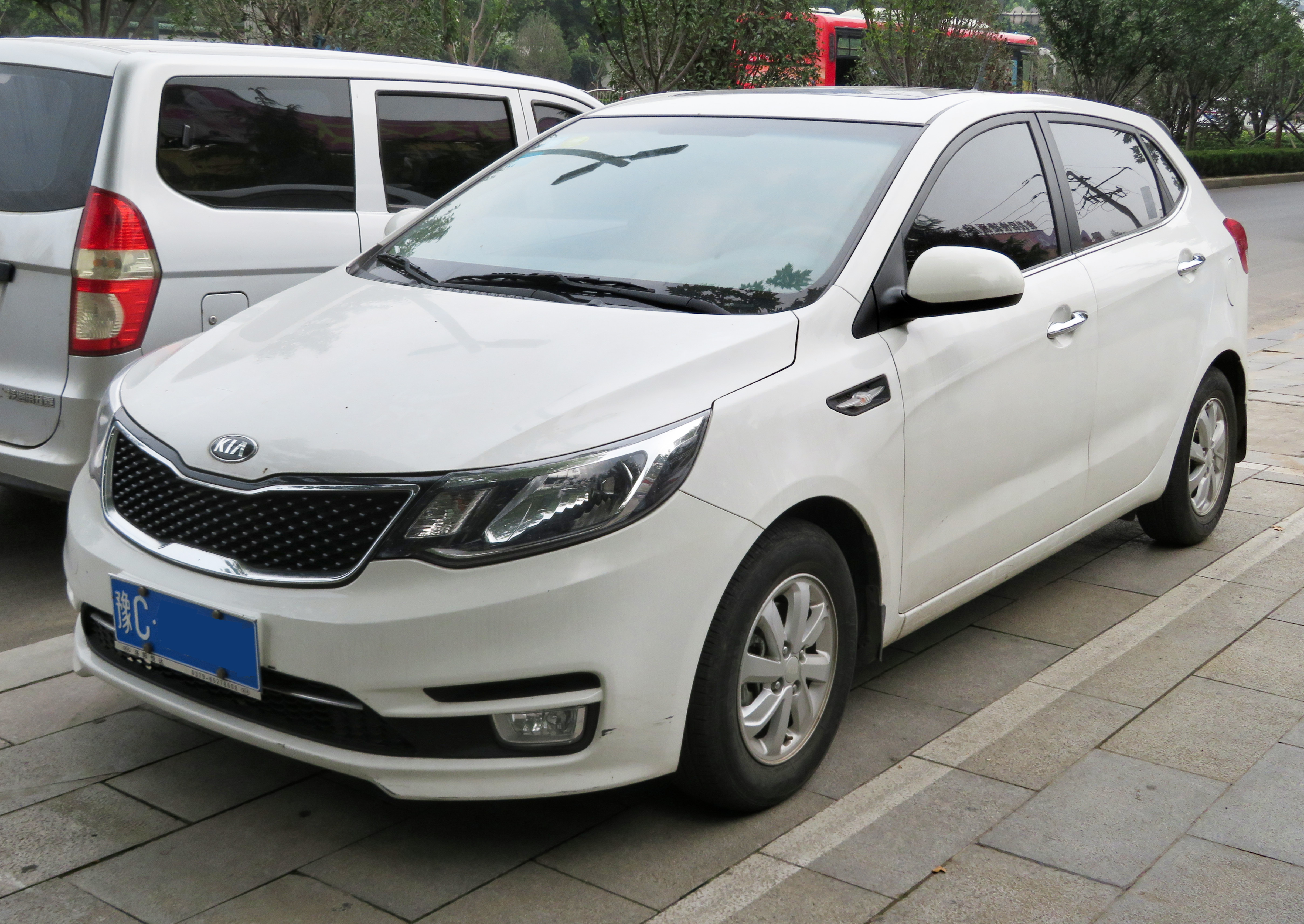
기아 K2 (해치백, 후기형) 정측면
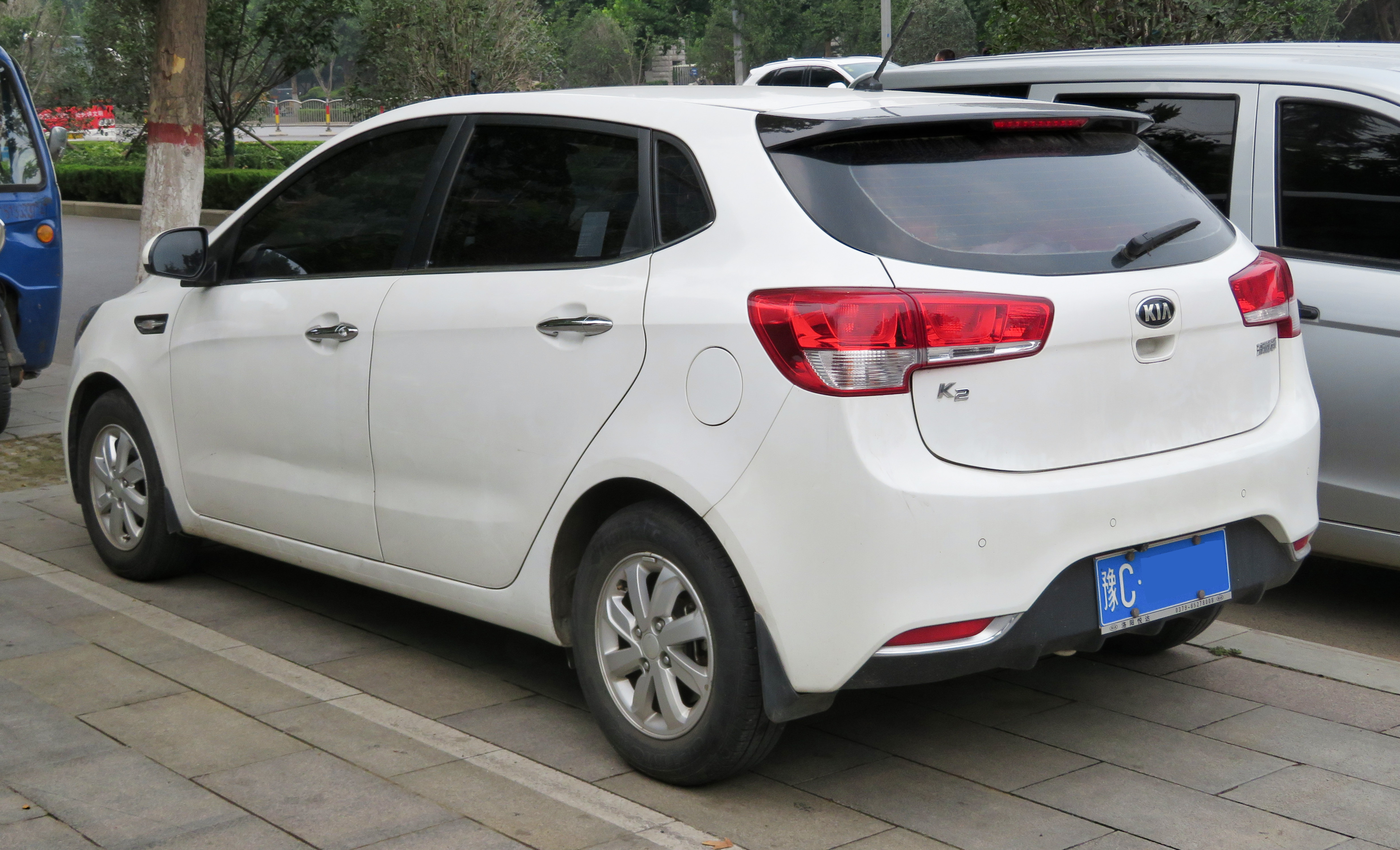
기아 K2 (해치백, 후기형) 후측면
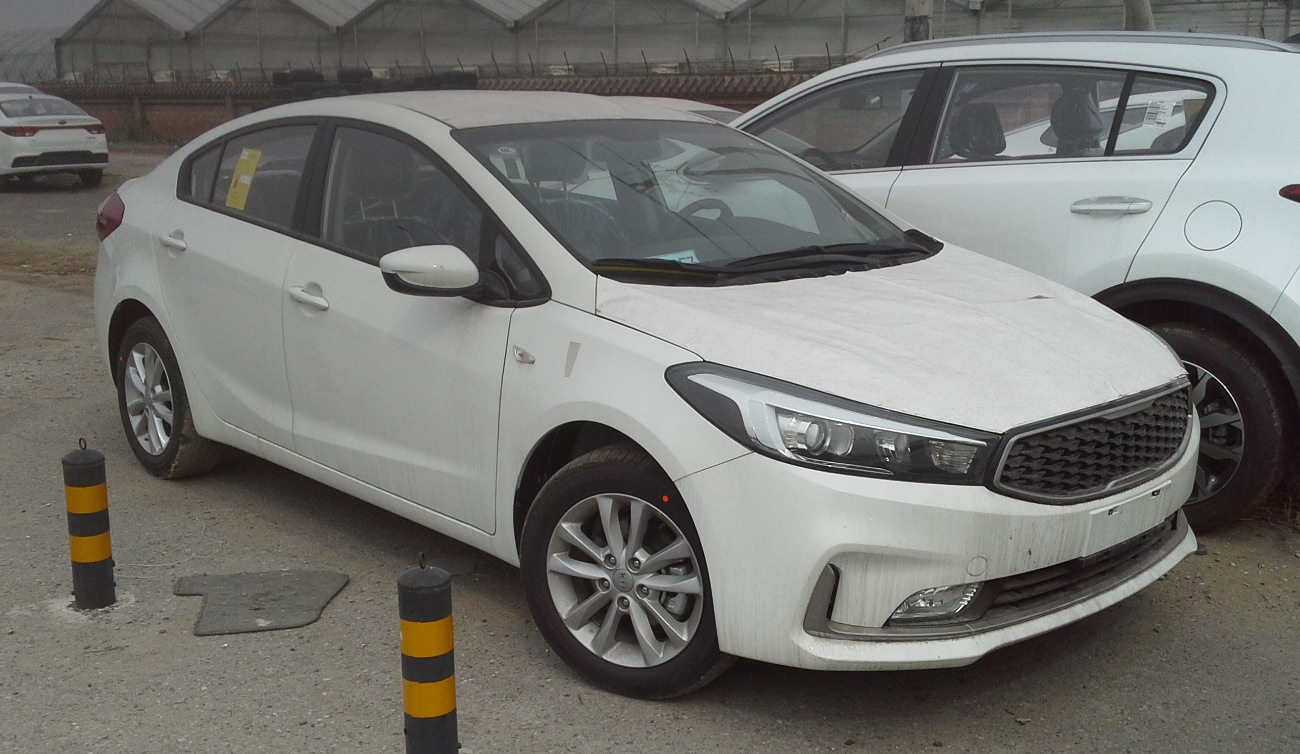
기아 K3 (후기형) 정측면
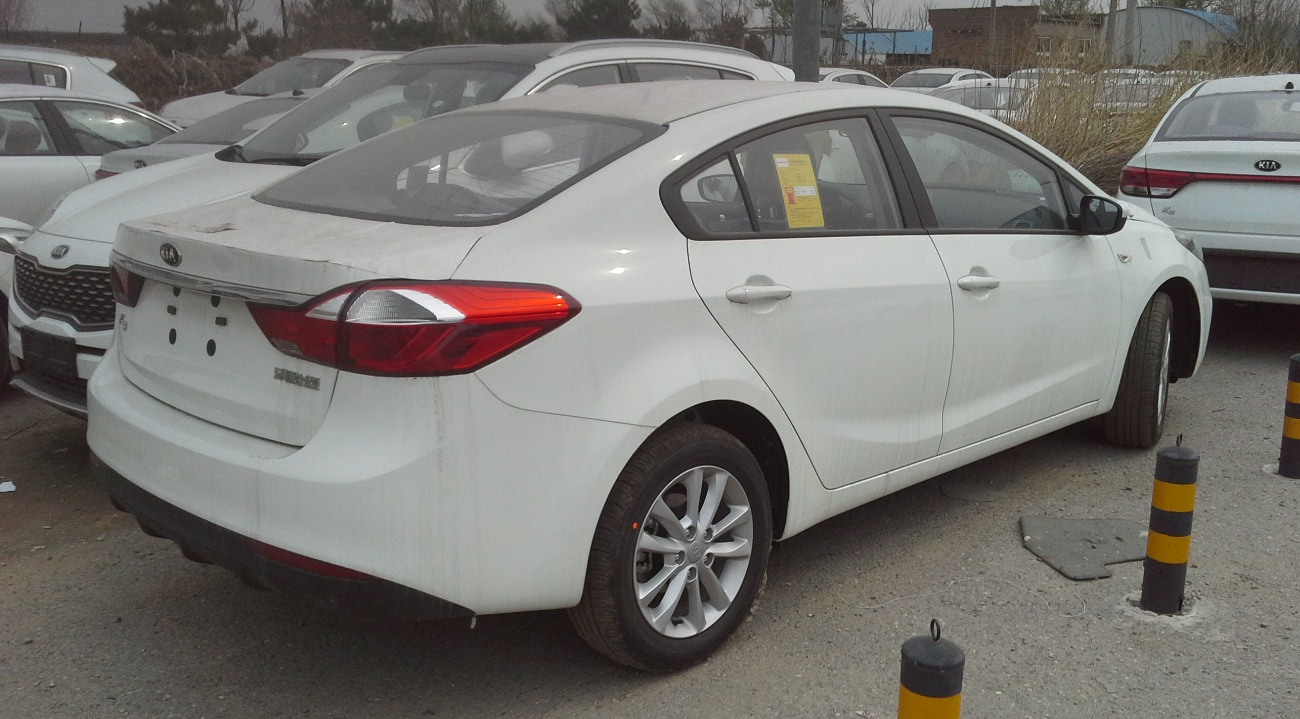
기아 K3 (후기형) 후측면
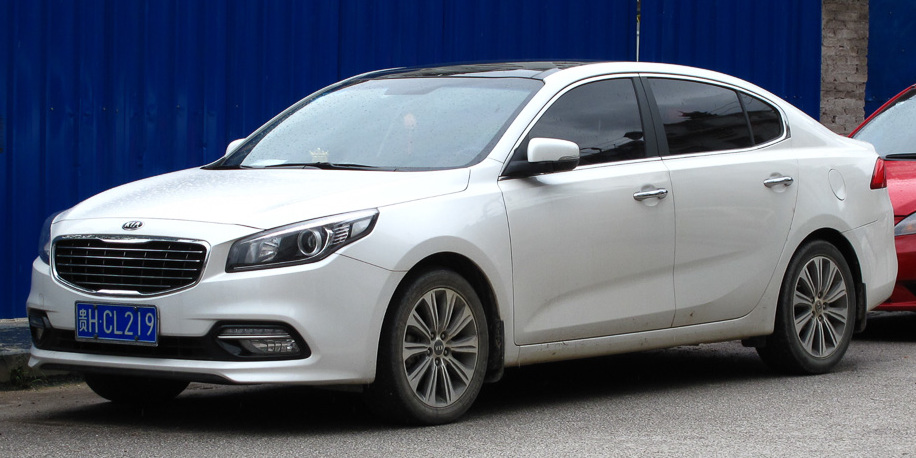
기아 K4 정측면
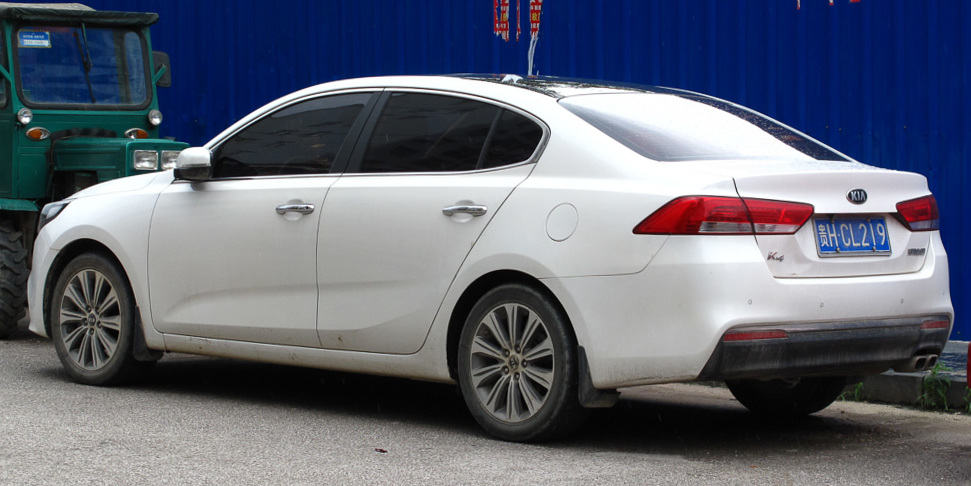
기아 K4 후측면
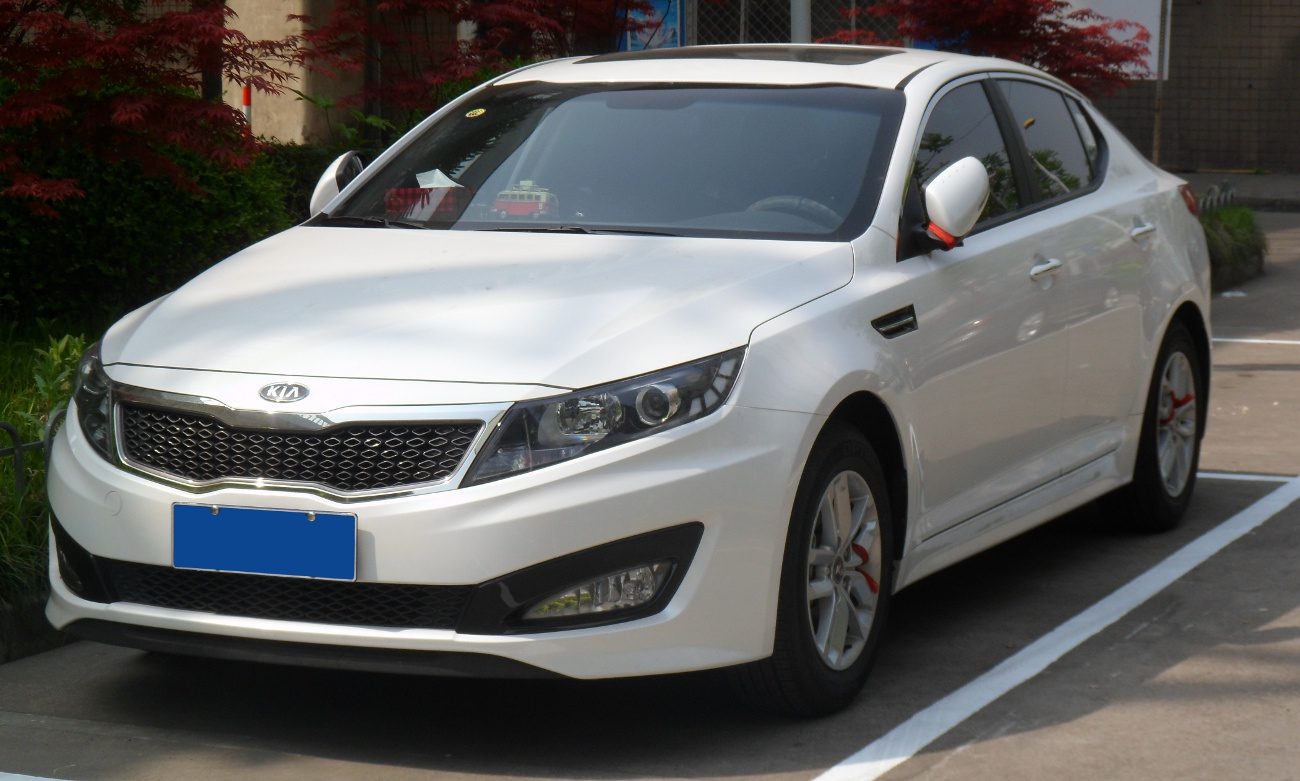
기아 K5 정측면
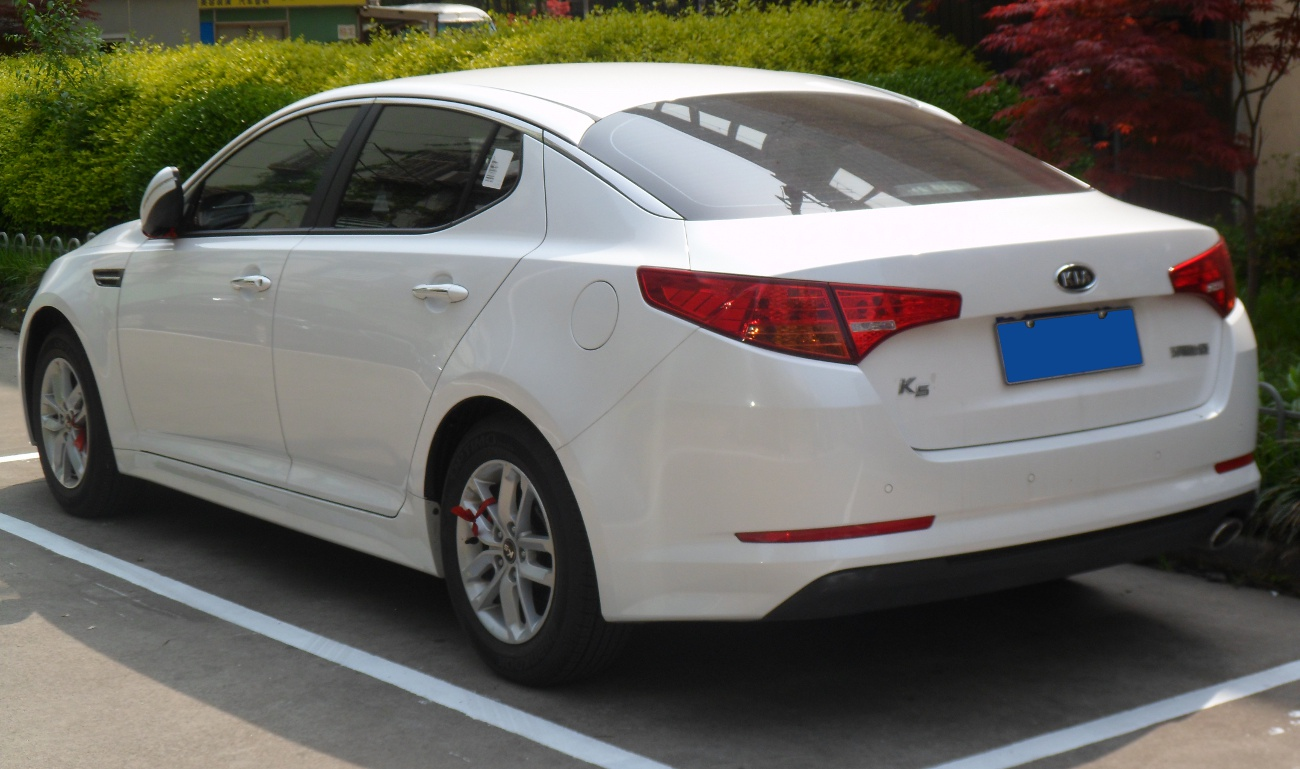
기아 K5 후측면
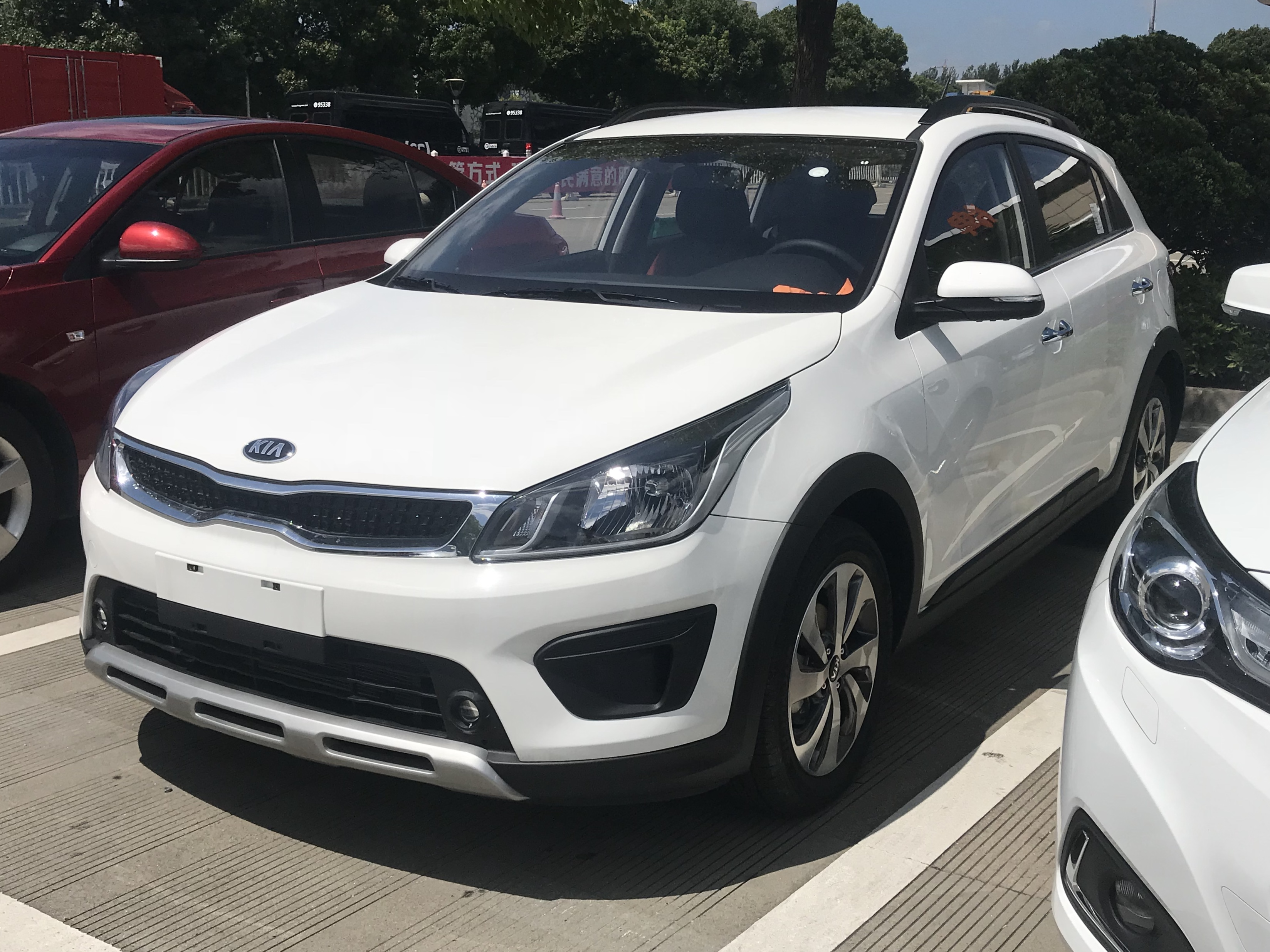
기아 KX 크로스 정측면
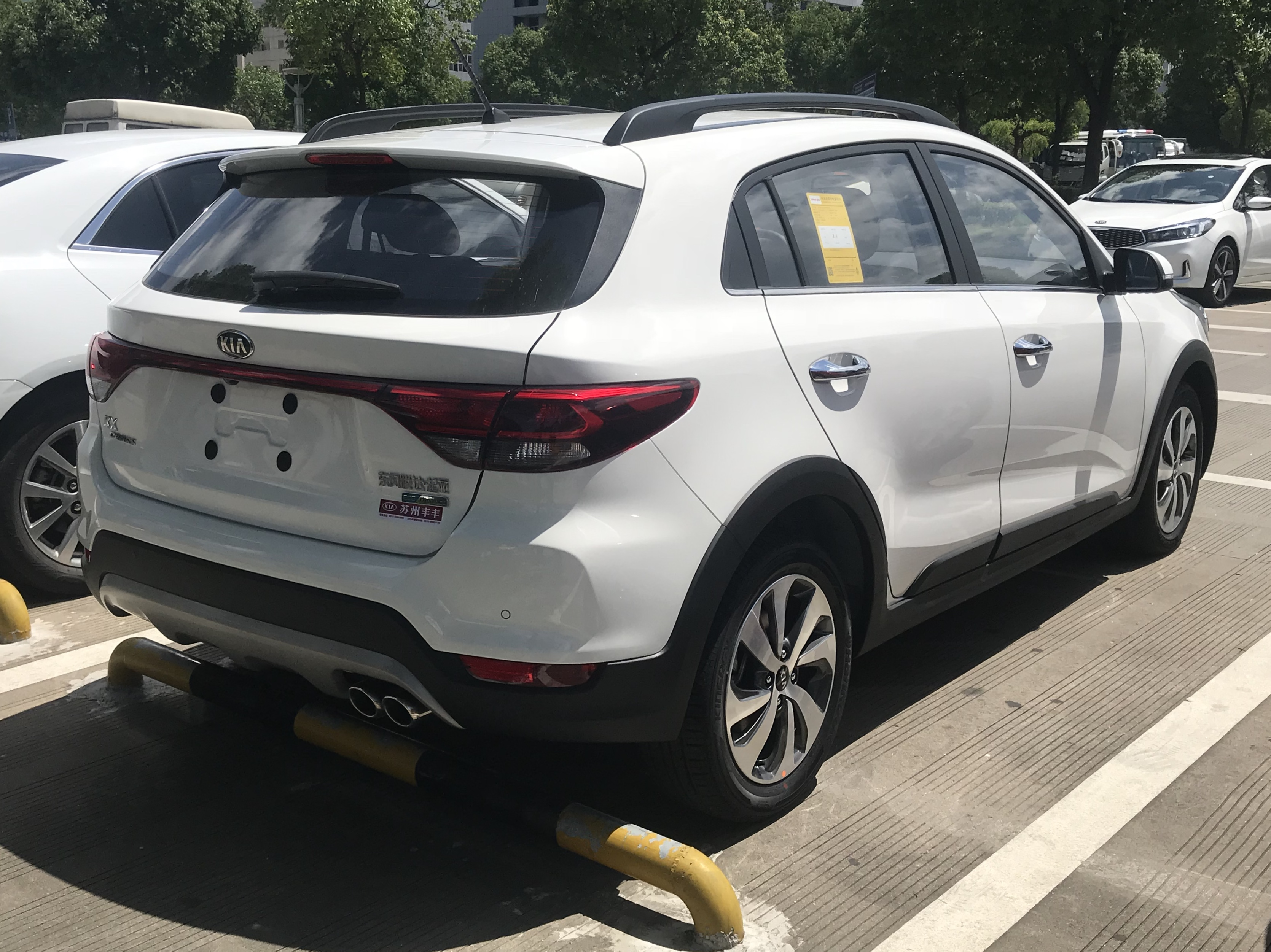
기아 KX 크로스 후측면
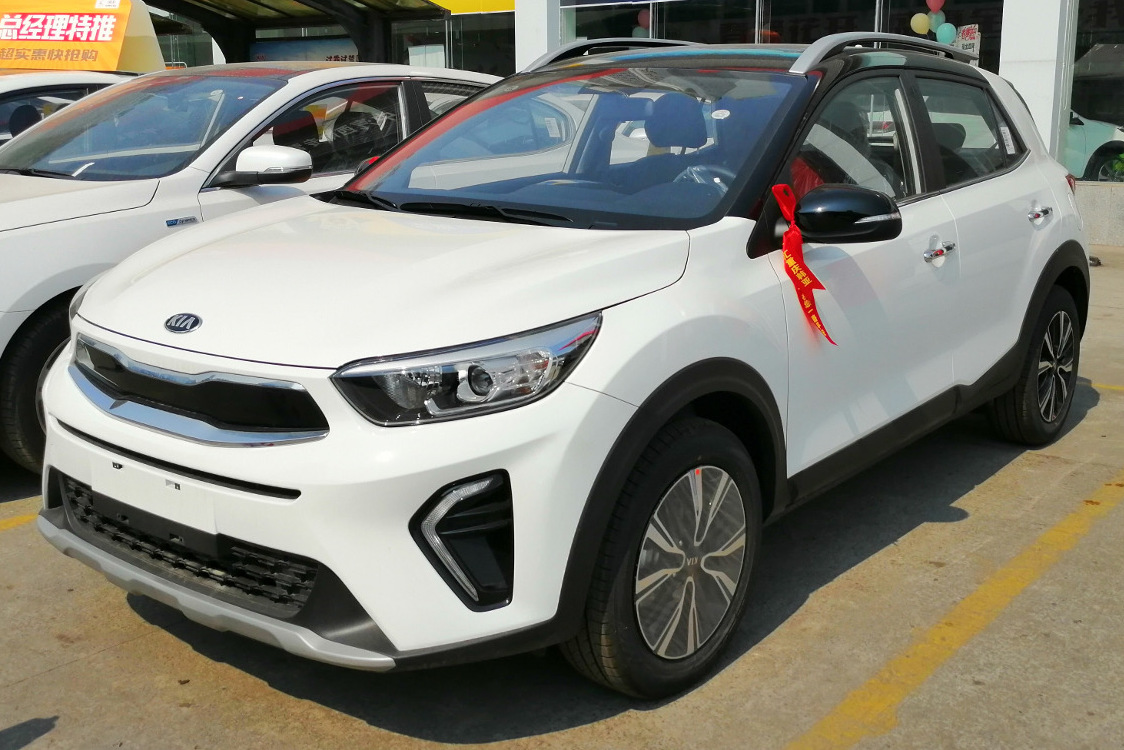
기아 KX1 정측면
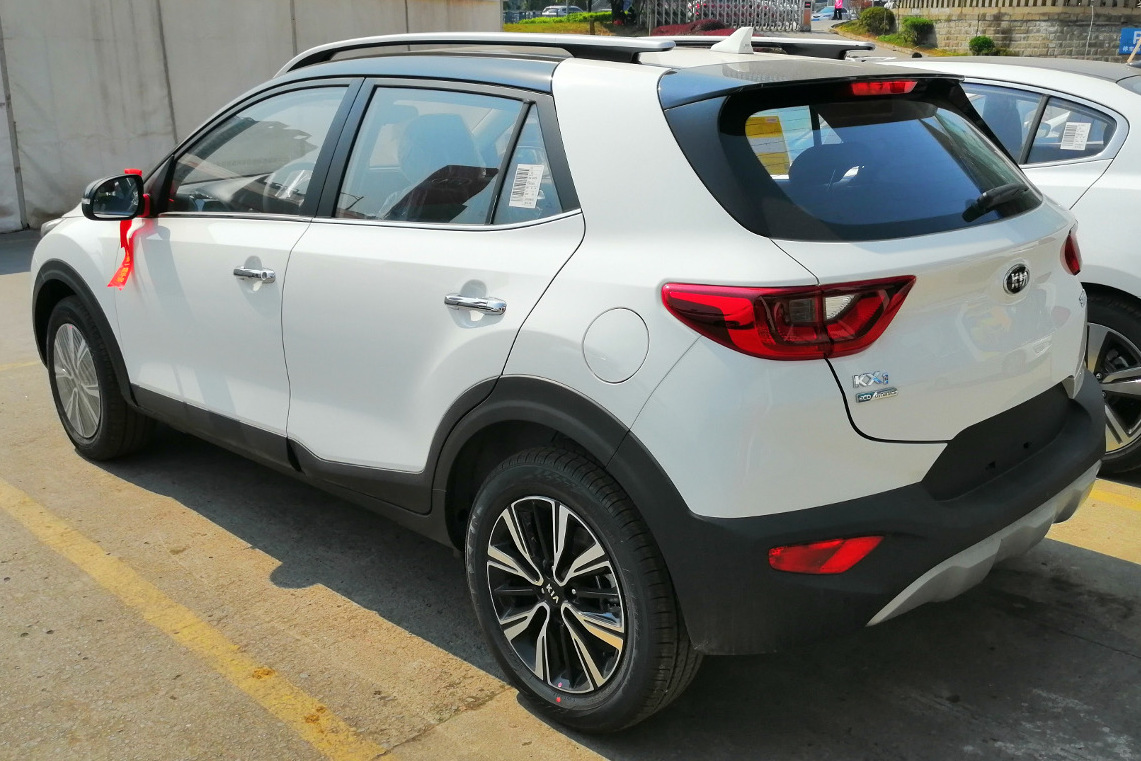
기아 KX1 후측면
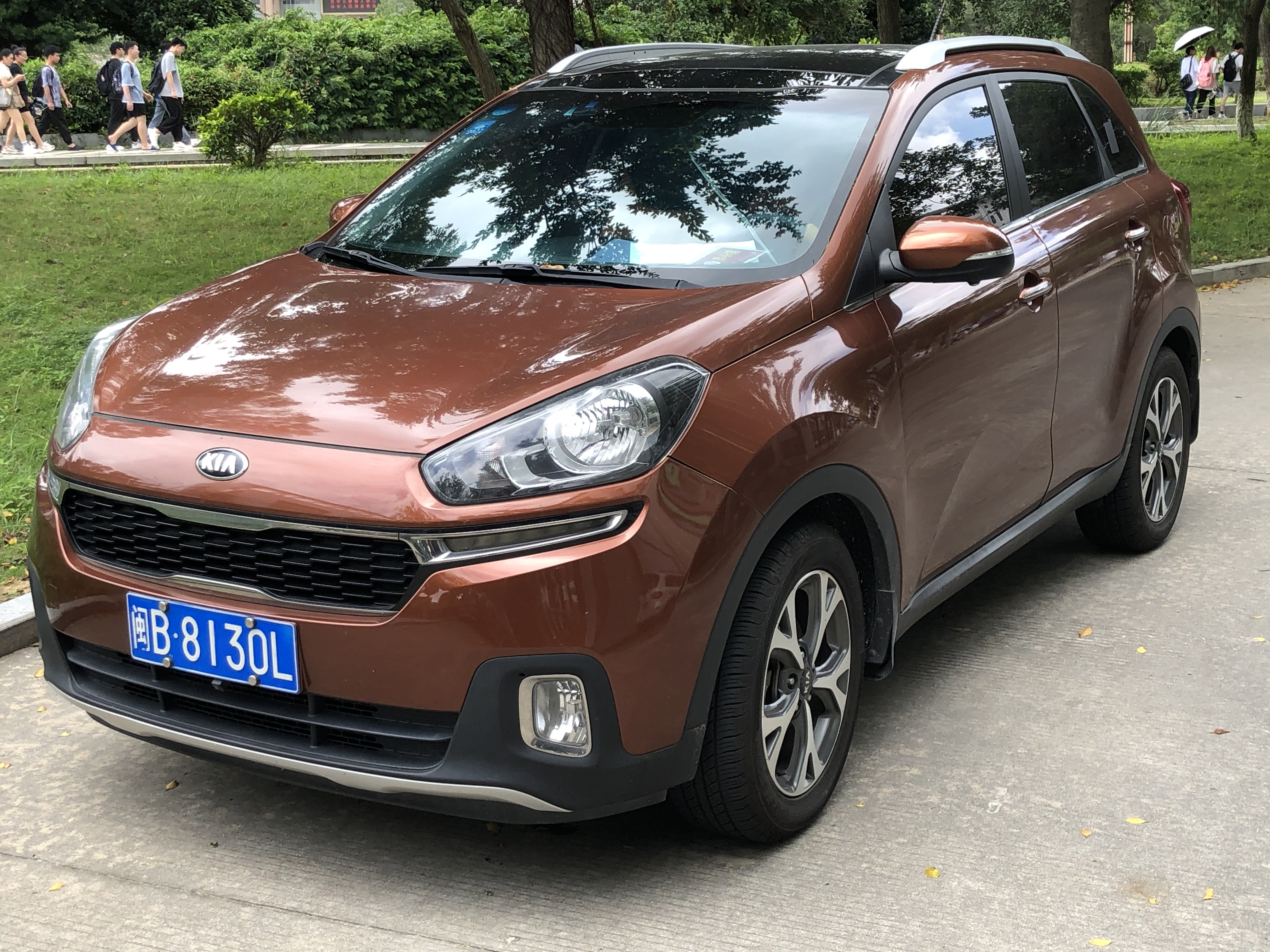
기아 KX3 정측면
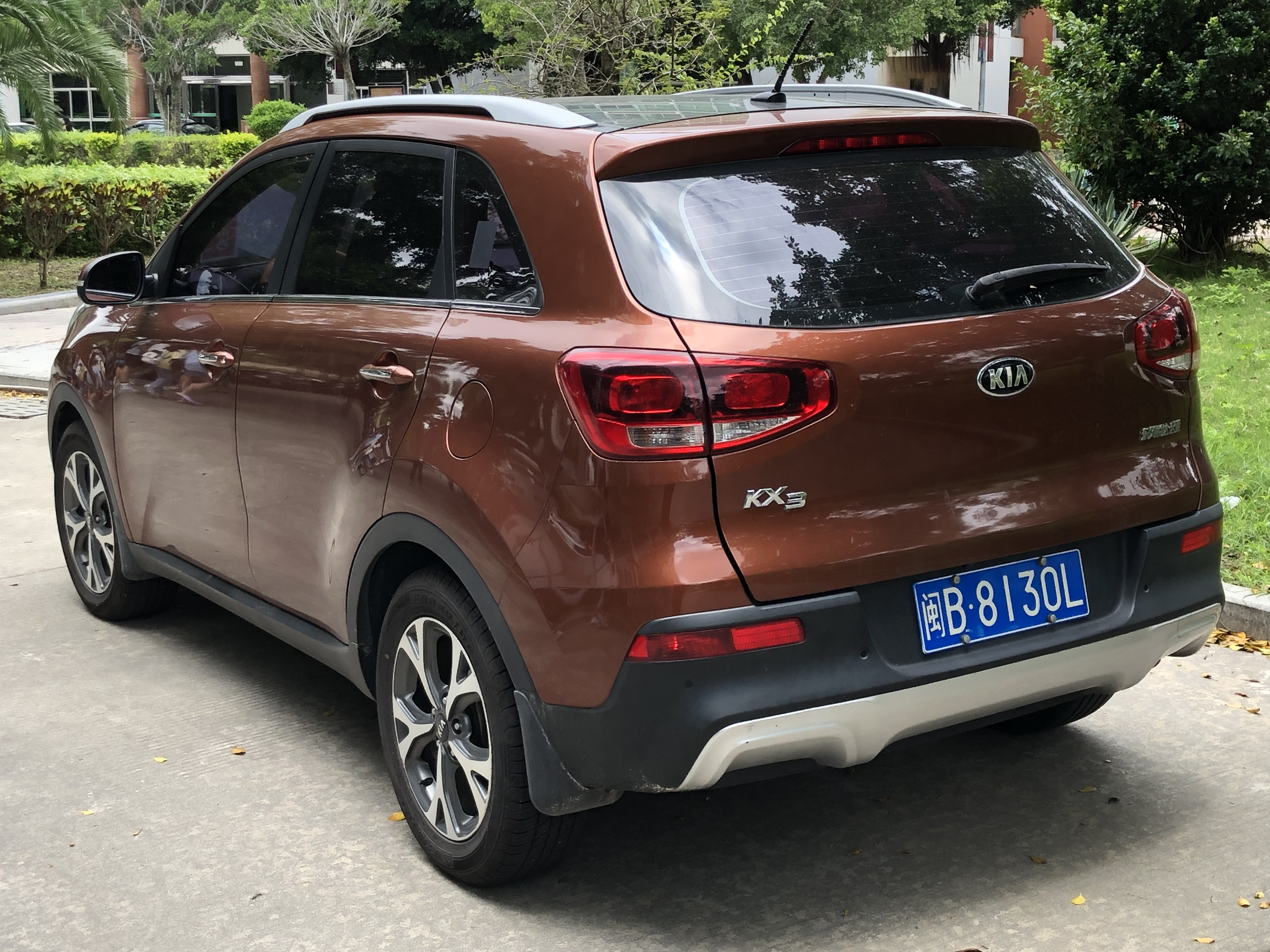
기아 KX3 후측면
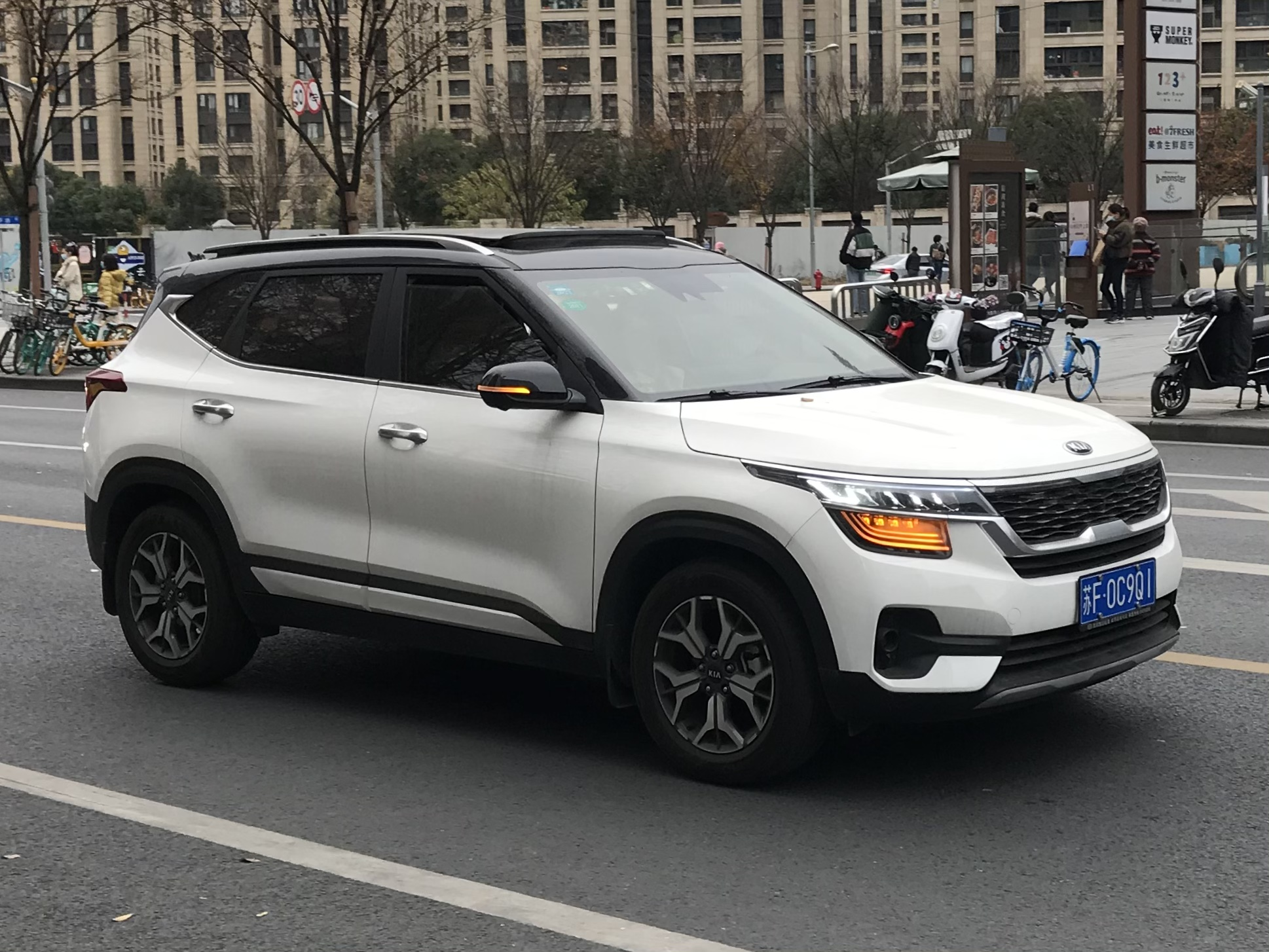
기아 KX3 아오피오 정측면
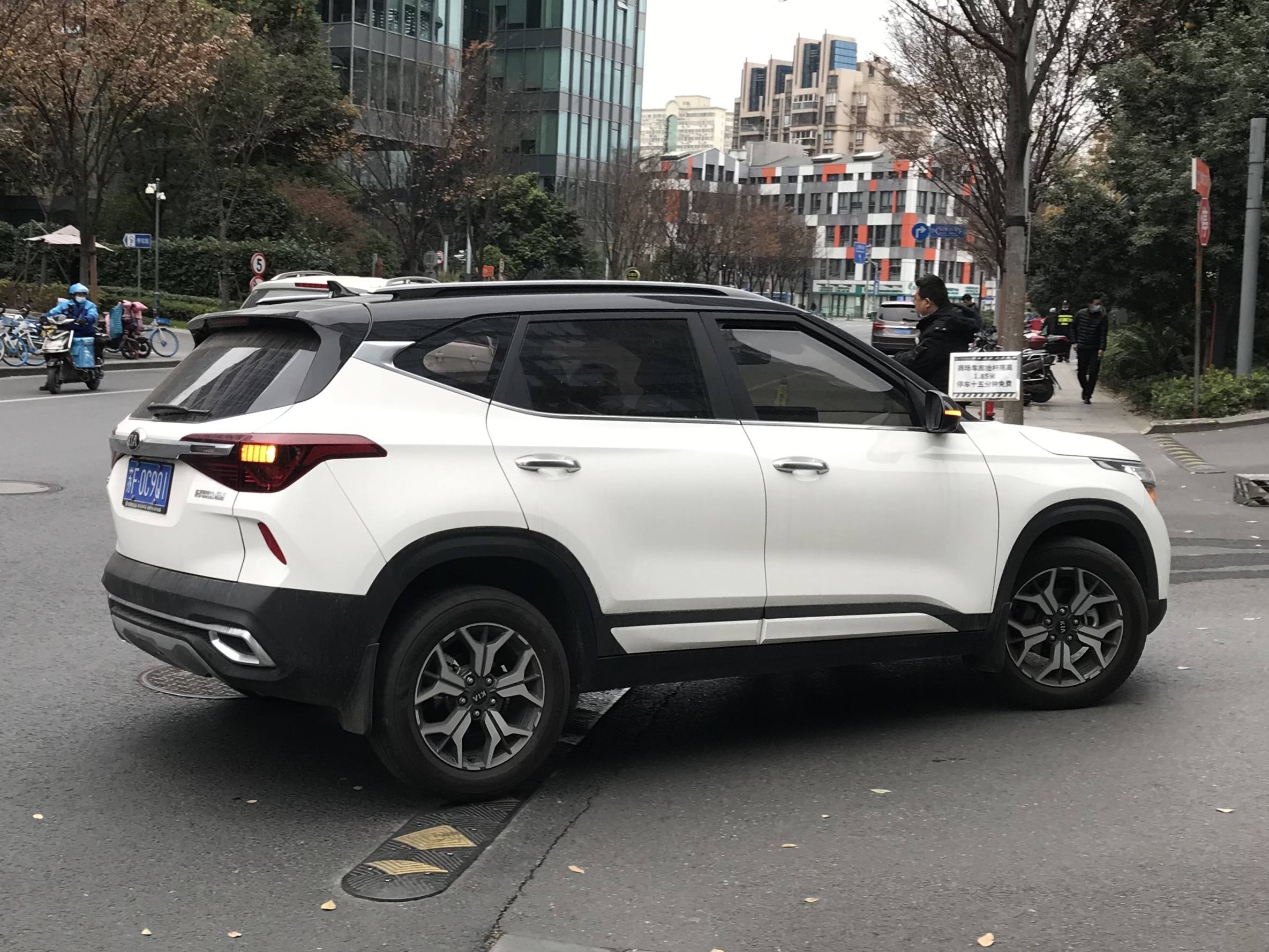
기아 KX3 아오피오 후측면
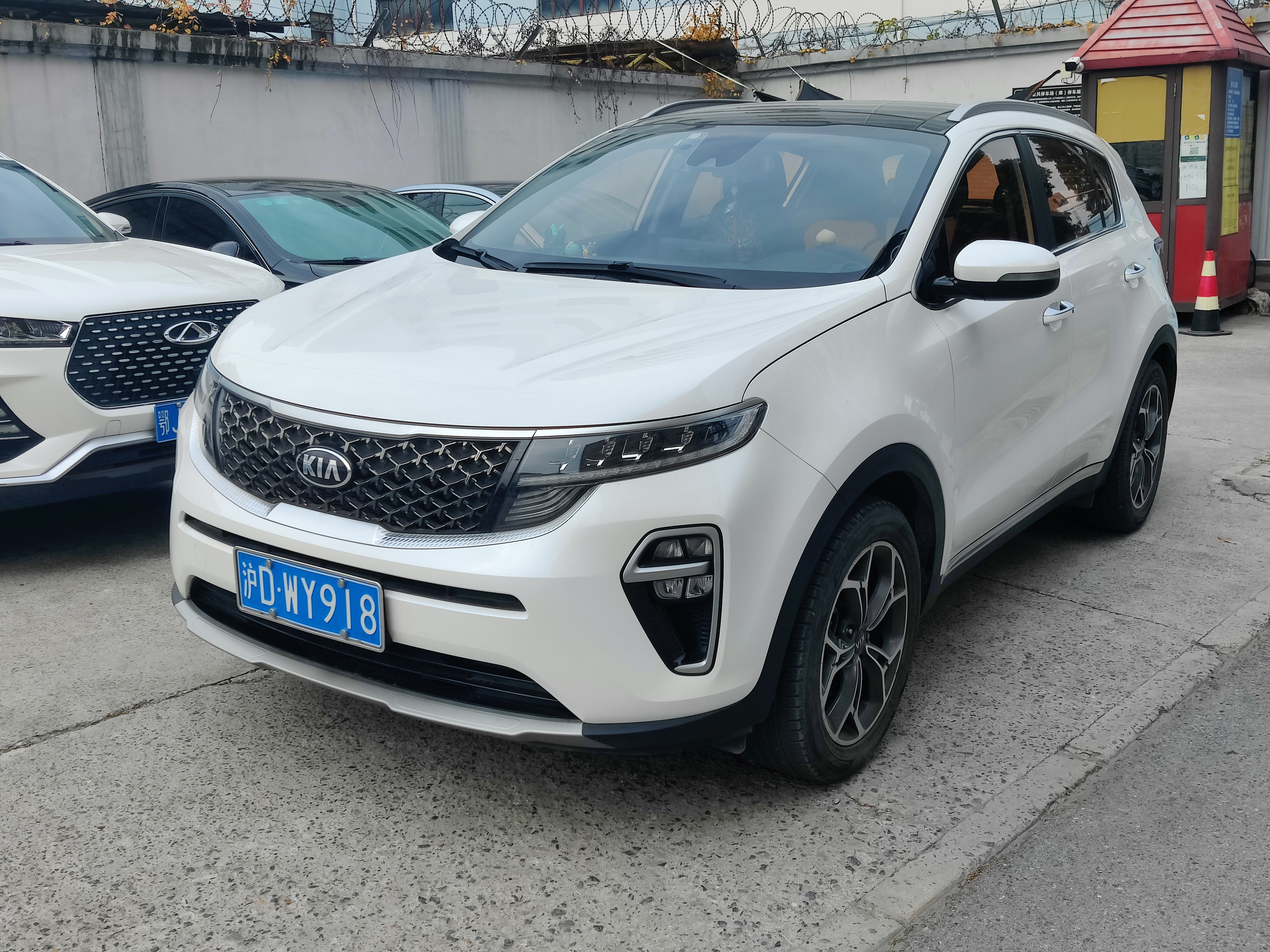
기아 KX5 정측면
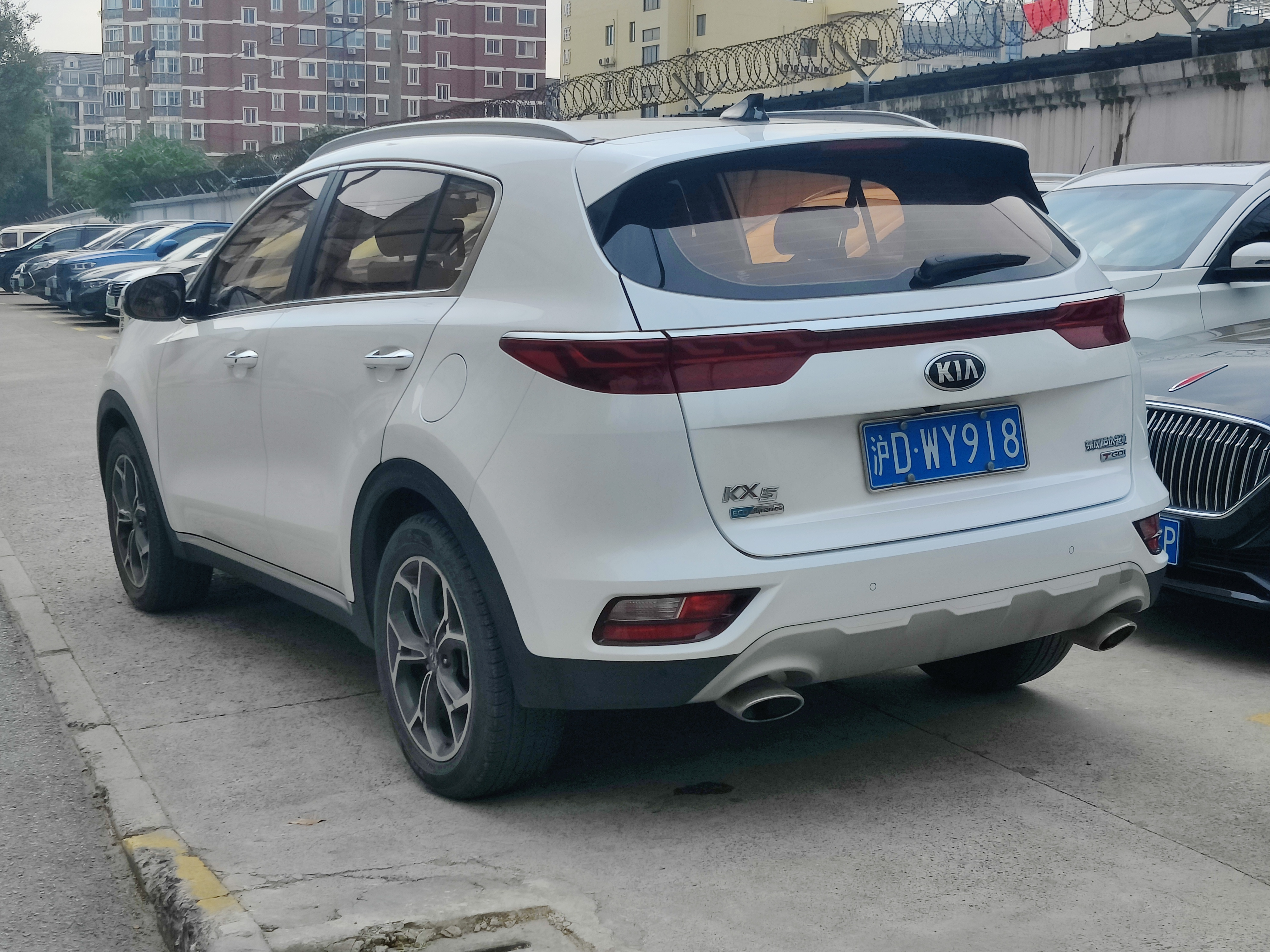
기아 KX5 후측면
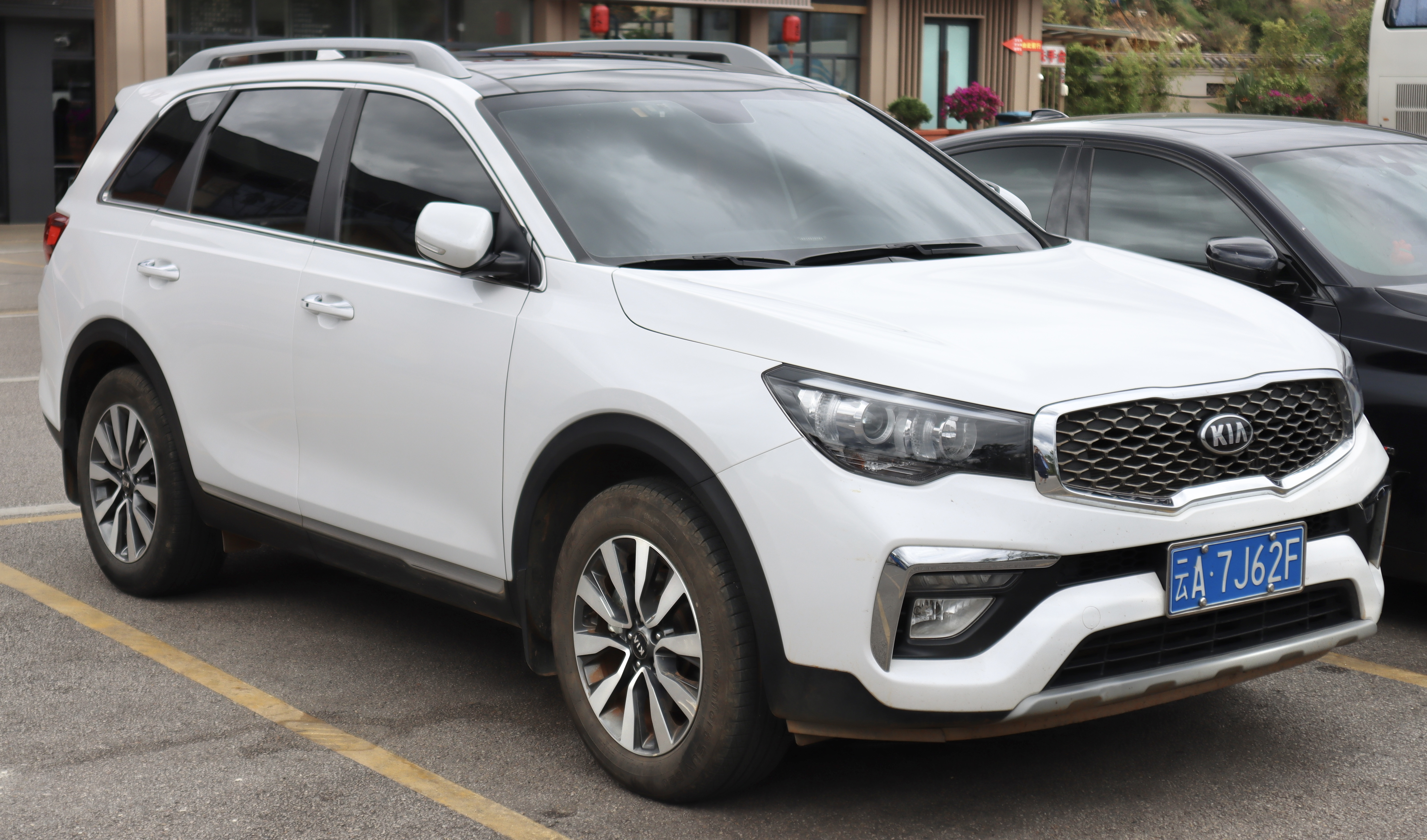
기아 KX7 정측면
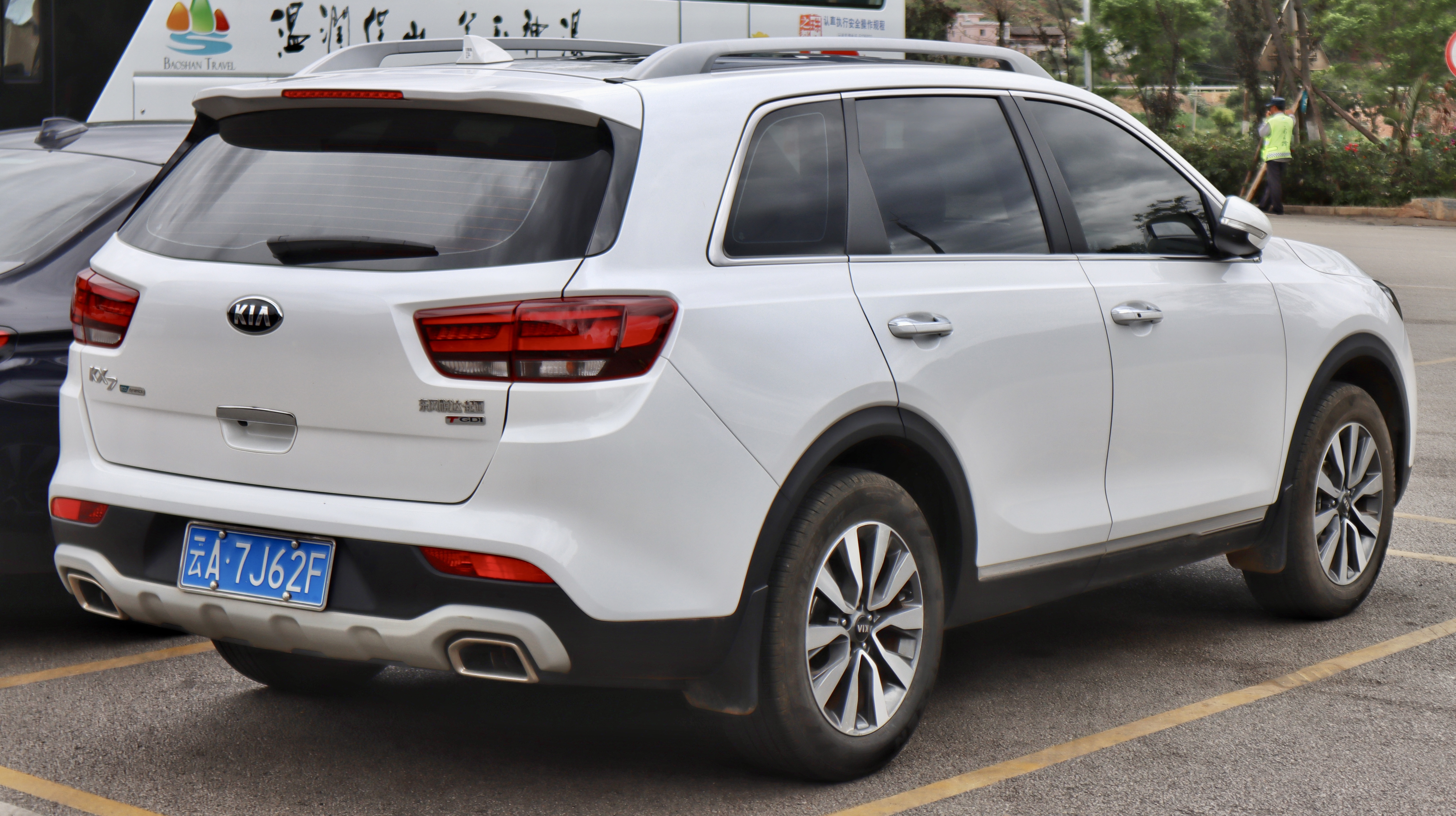
기아 KX7 후측면
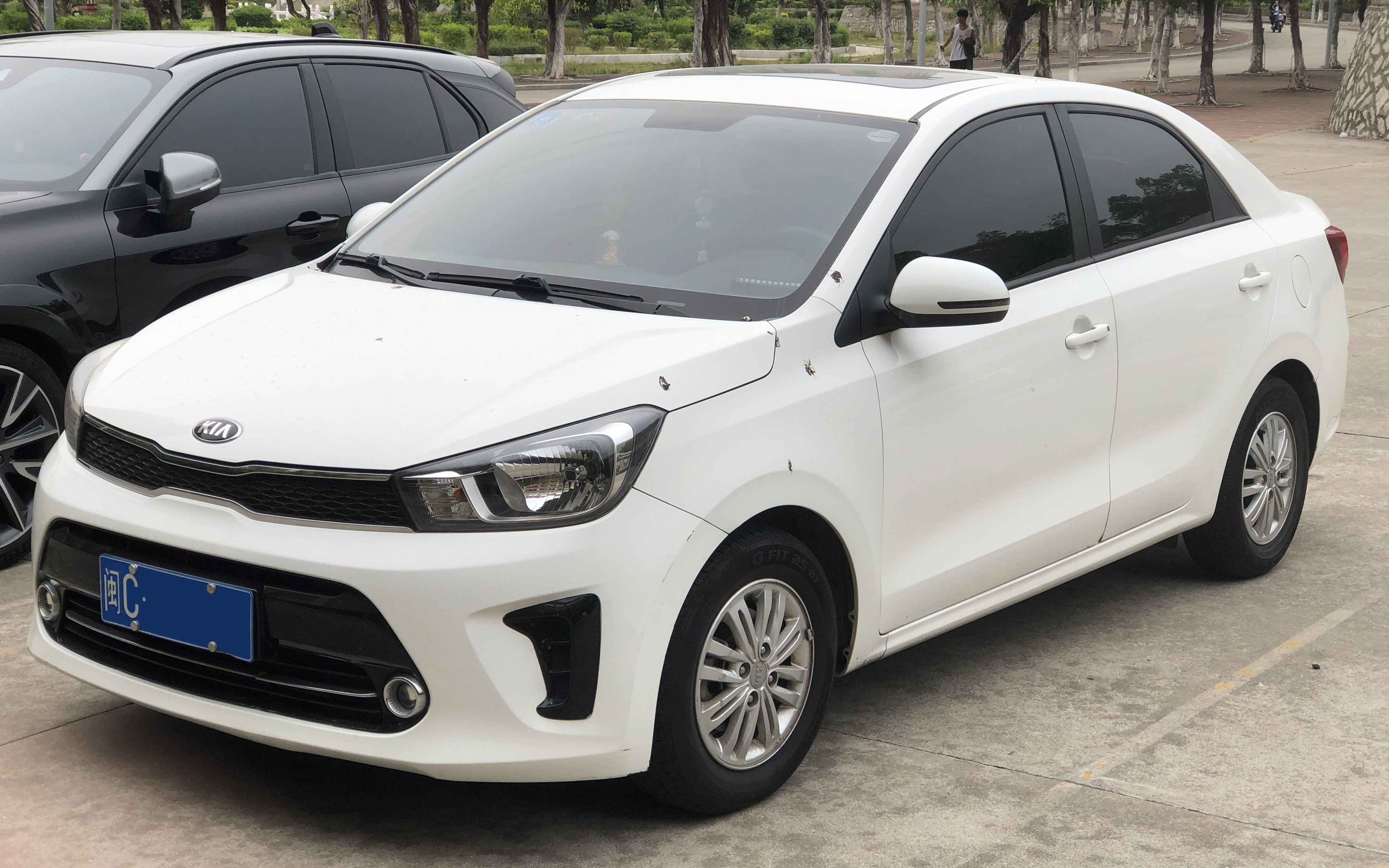
기아 페가스 정측면
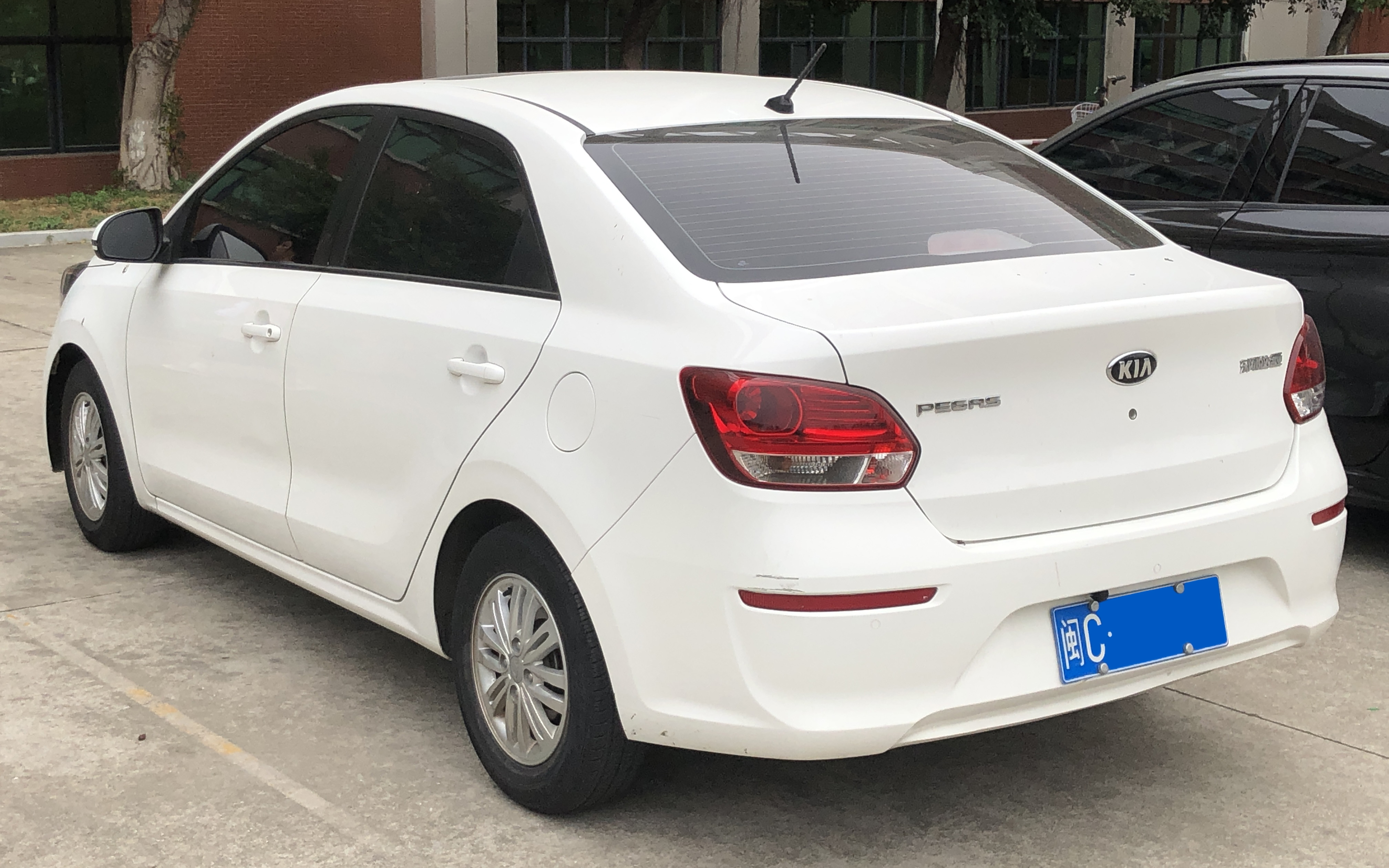
기아 페가스 후측면
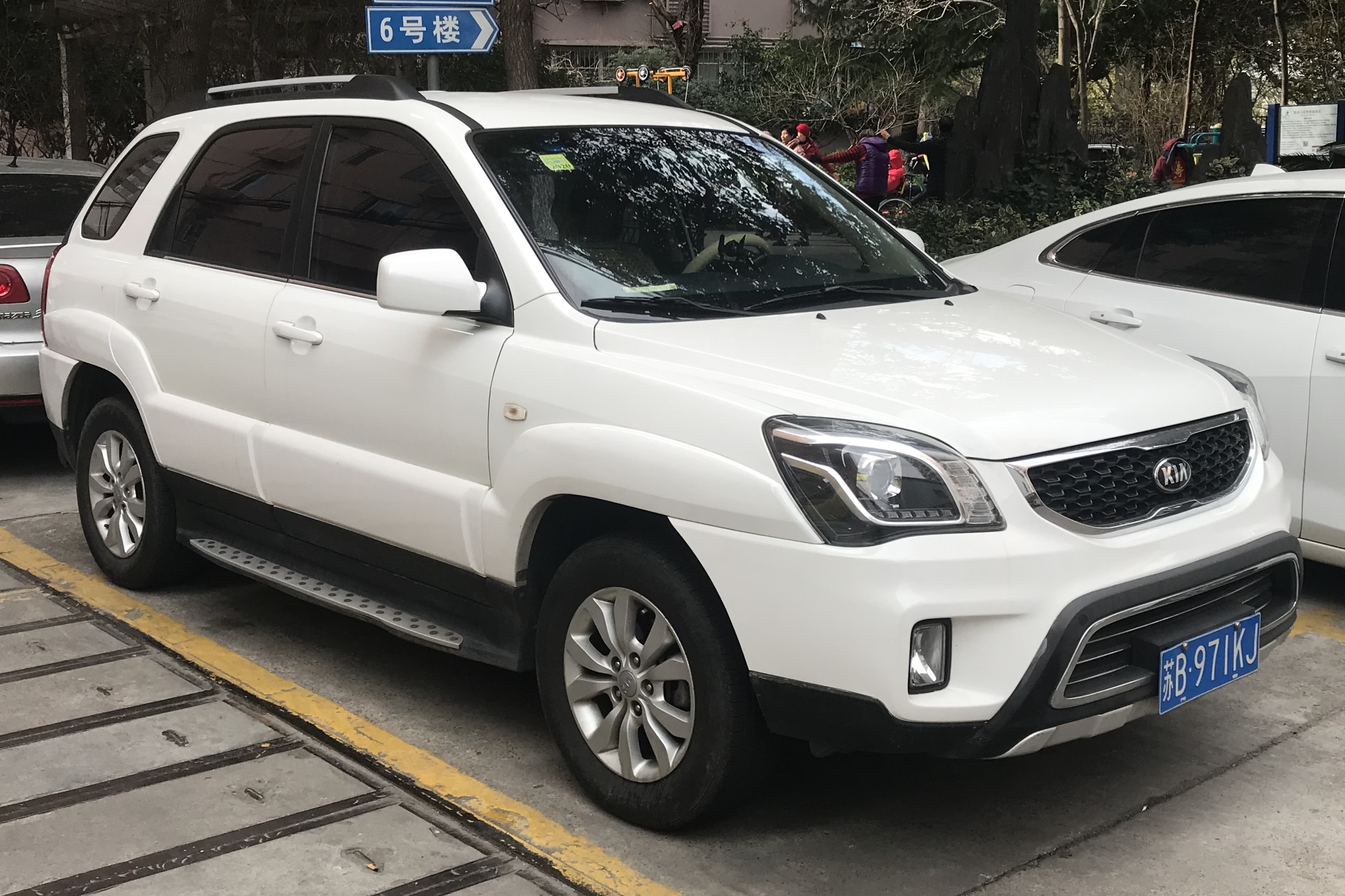
기아 스포티지 정측면
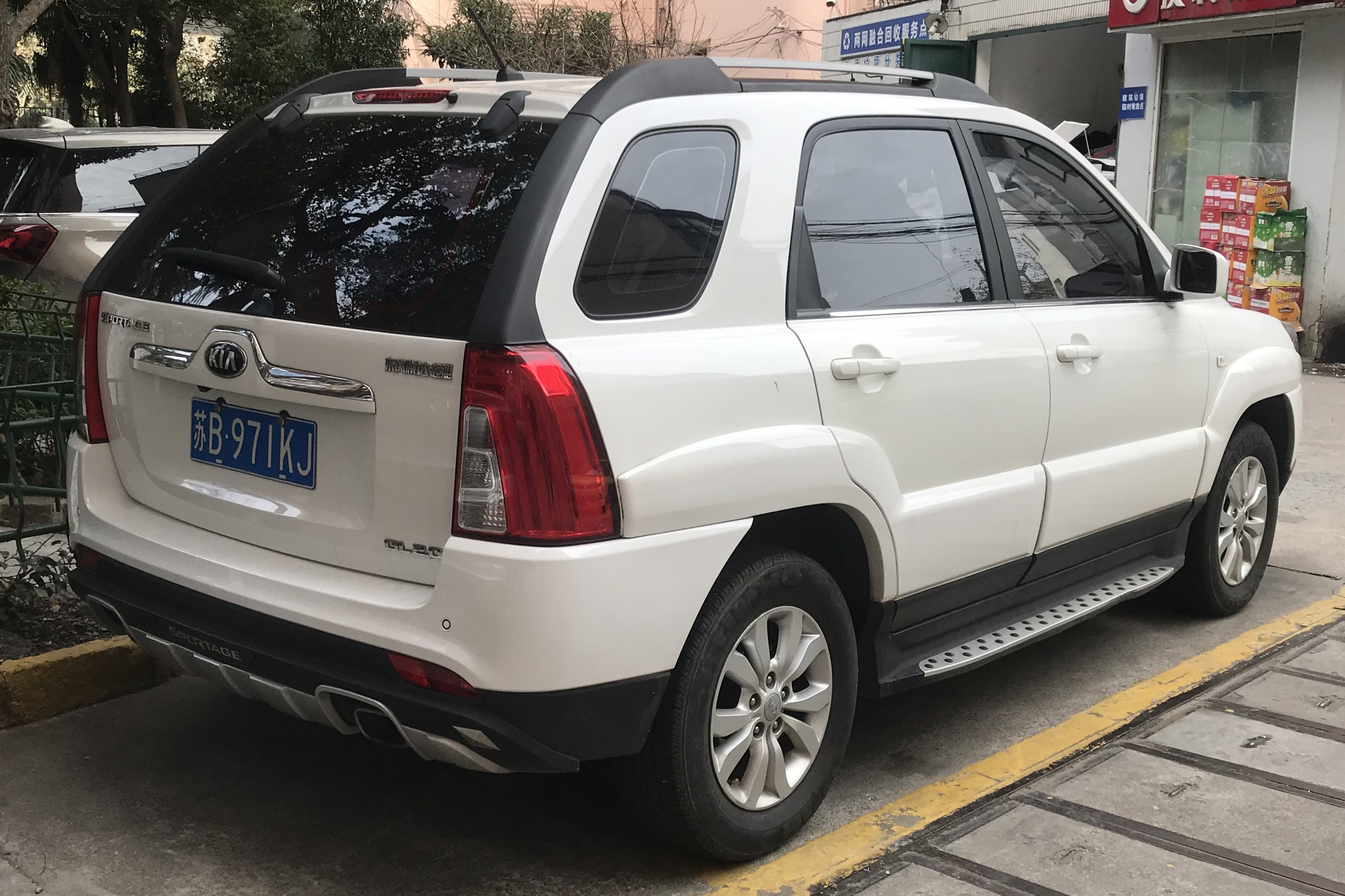
기아 스포티지 후측면
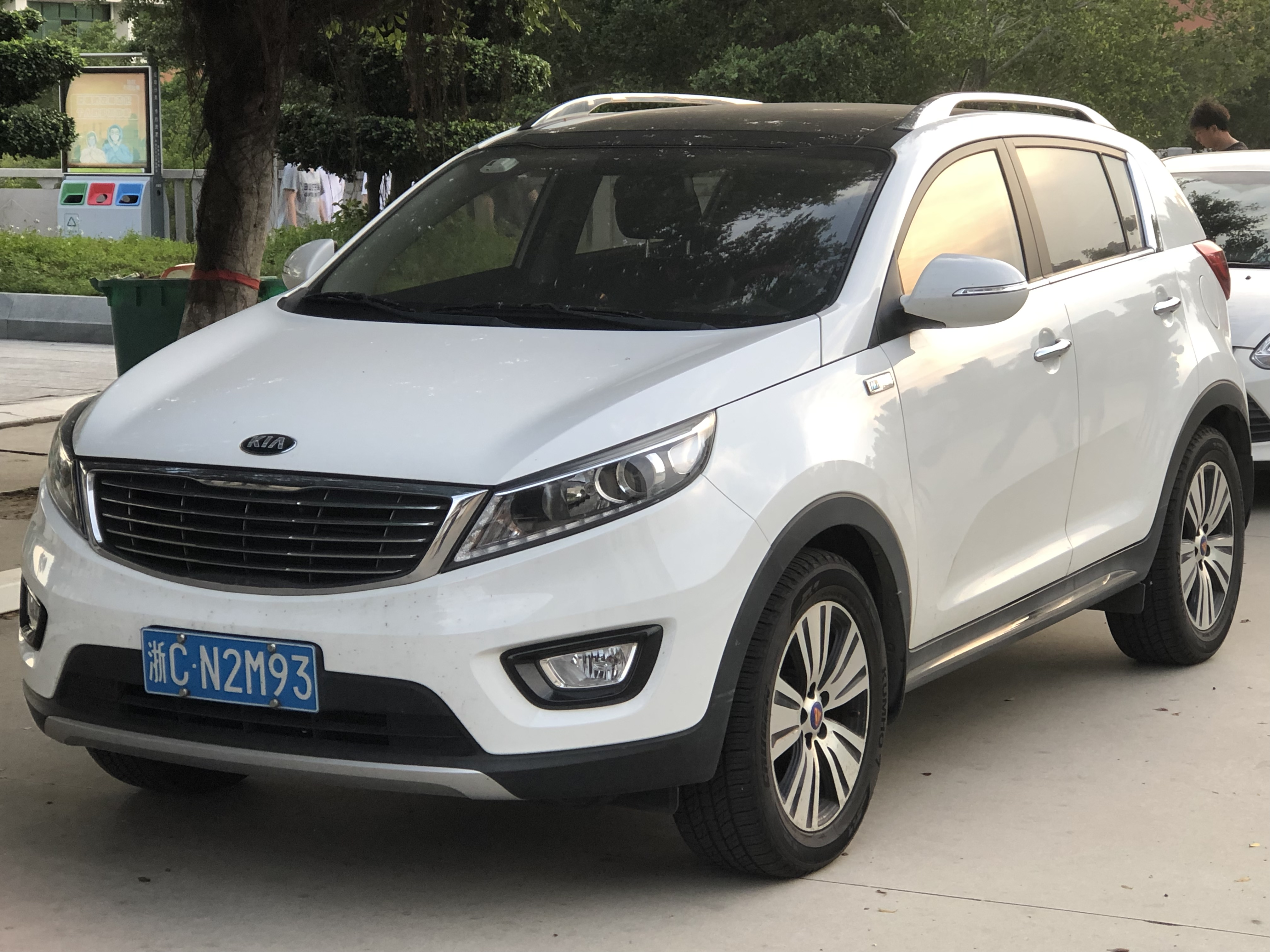
기아 스포티지 R 정측면
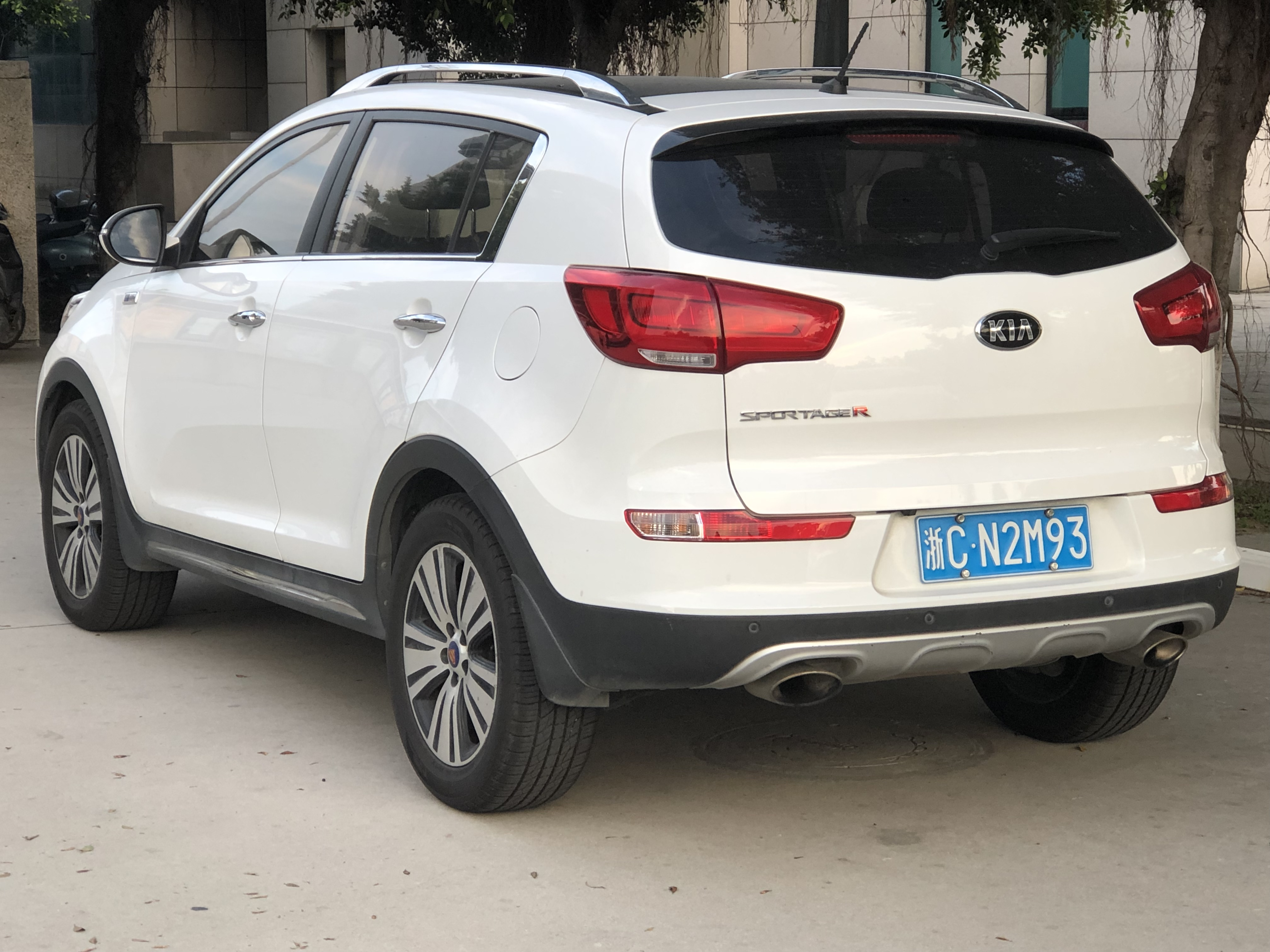
기아 스포티지 R 후측면